# Ušňovití
Ušňovití (Haliotidae) je čeleď plžů. Jedná se o monotypickou čeleď, s jediným rodem ušeň (Haliotis). 

## Popis
Mají silnou nízkou oválnou ulitu se širokým prvním závitem (tvar ušního boltce). Její vnitřní strana je pokryta perletí. Na okraji je řada malých otvorů, které se během růstu postupně uzavírají. Posledních pět až devět jamek zůstává otevřených. Těmi může protékat mořská voda, která vnikla do plášťové dutiny. Plži se svalnatou nohou pevně přichycují na kameny a korály. Epipodium mezi nohou a plášťěm může být řasovité, hrbolkovité, výběžkovité až tykadlovité, nese mechanoreceptory a chemoreceptory. Existuje přibližně sedmdesát druhů této čeledi. Největším zástupcem rodu je ušeň červená (Haliotis rufescens) dorůstající velkosti až 30 cm. Vyskytuje se téměř ve všech teplých mořích.

## Význam
Ušně jsou jedlé. Konzumují se jejich svalnaté nohy. Zpracovává se perleť ulit, např. z novozélandské ušně duhové (Haliotis iris).

## Galerie

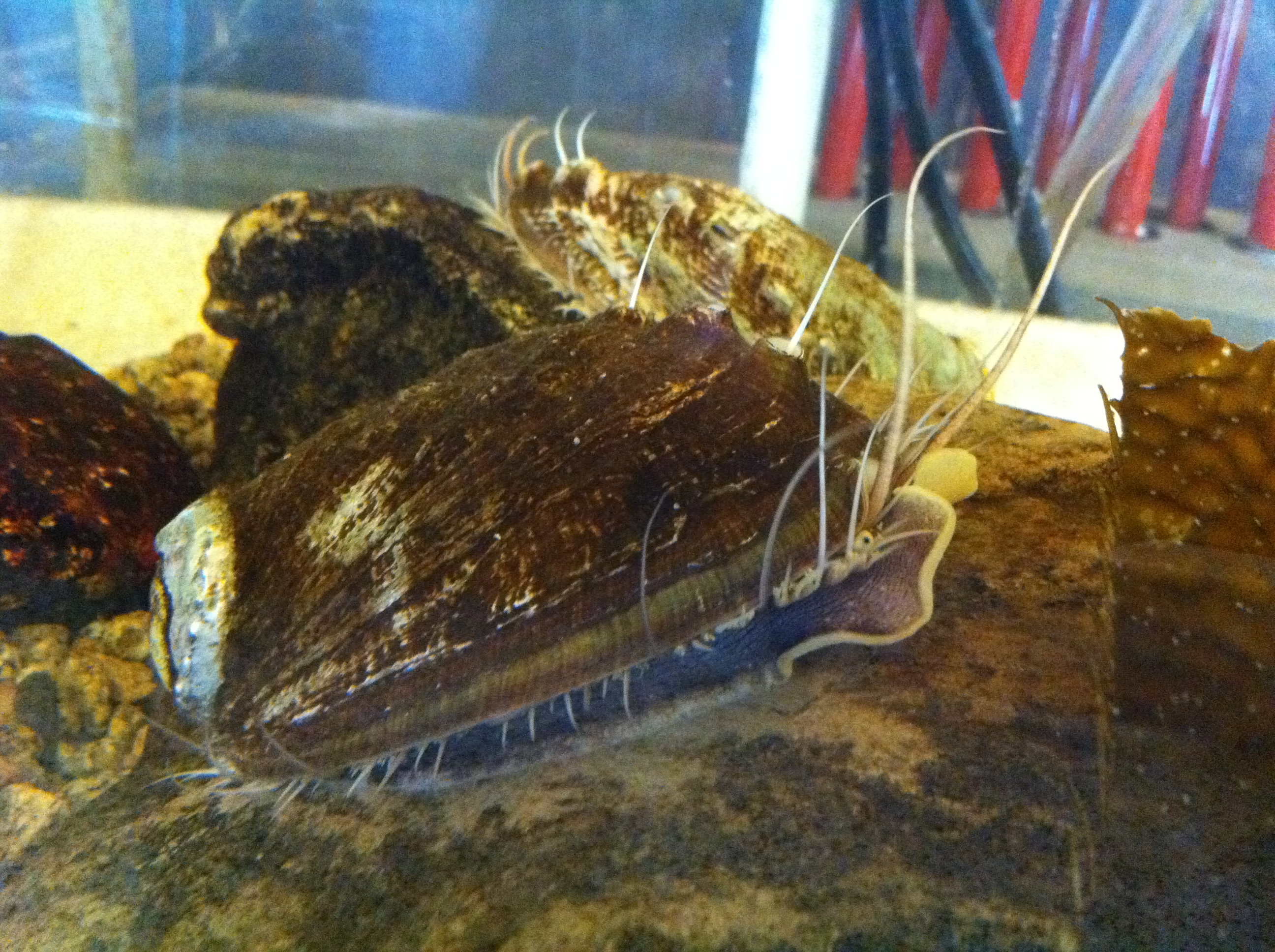
Ušeň v akváriu
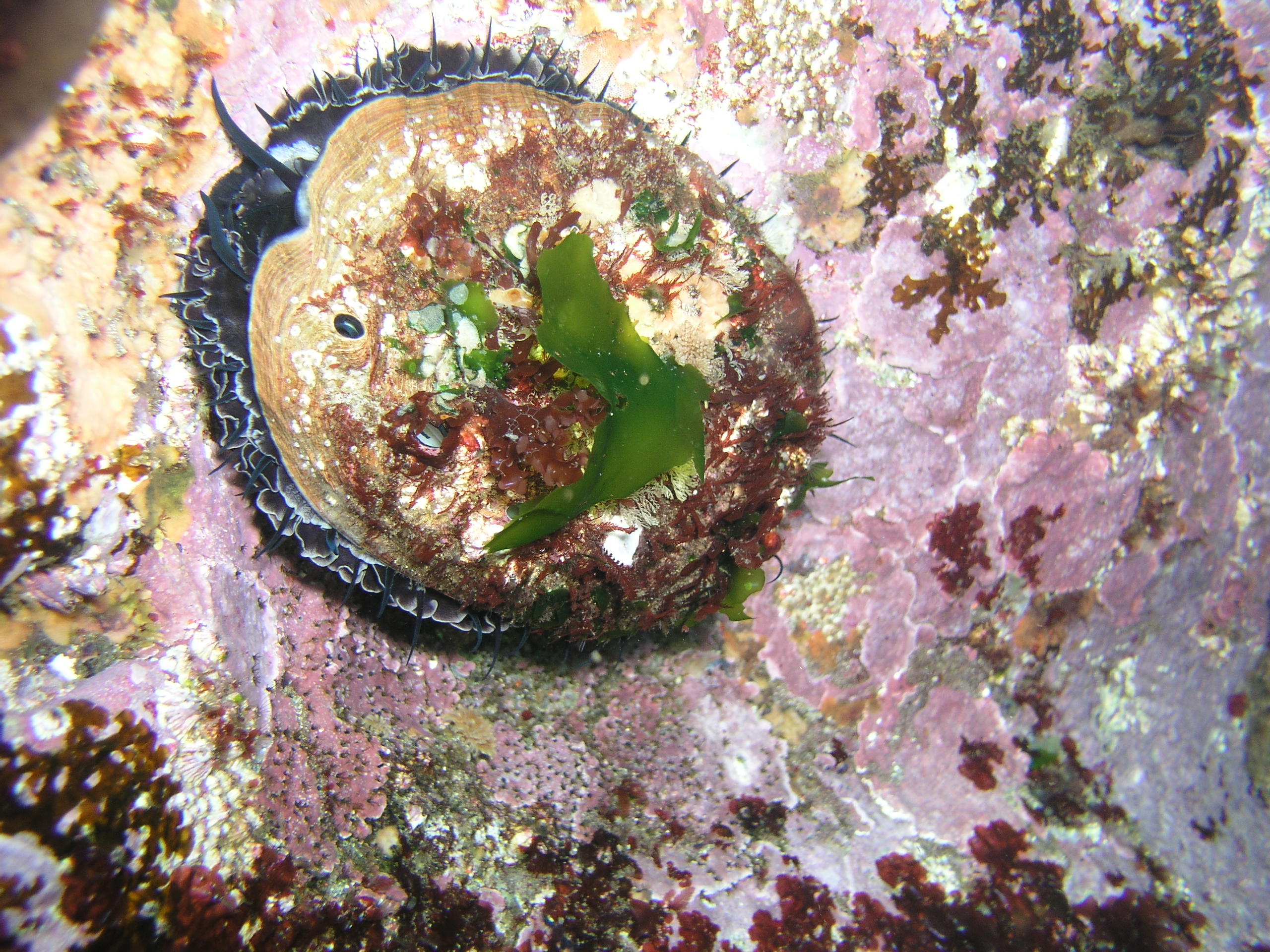
Ušeň červená s ulitou porostlou řasami
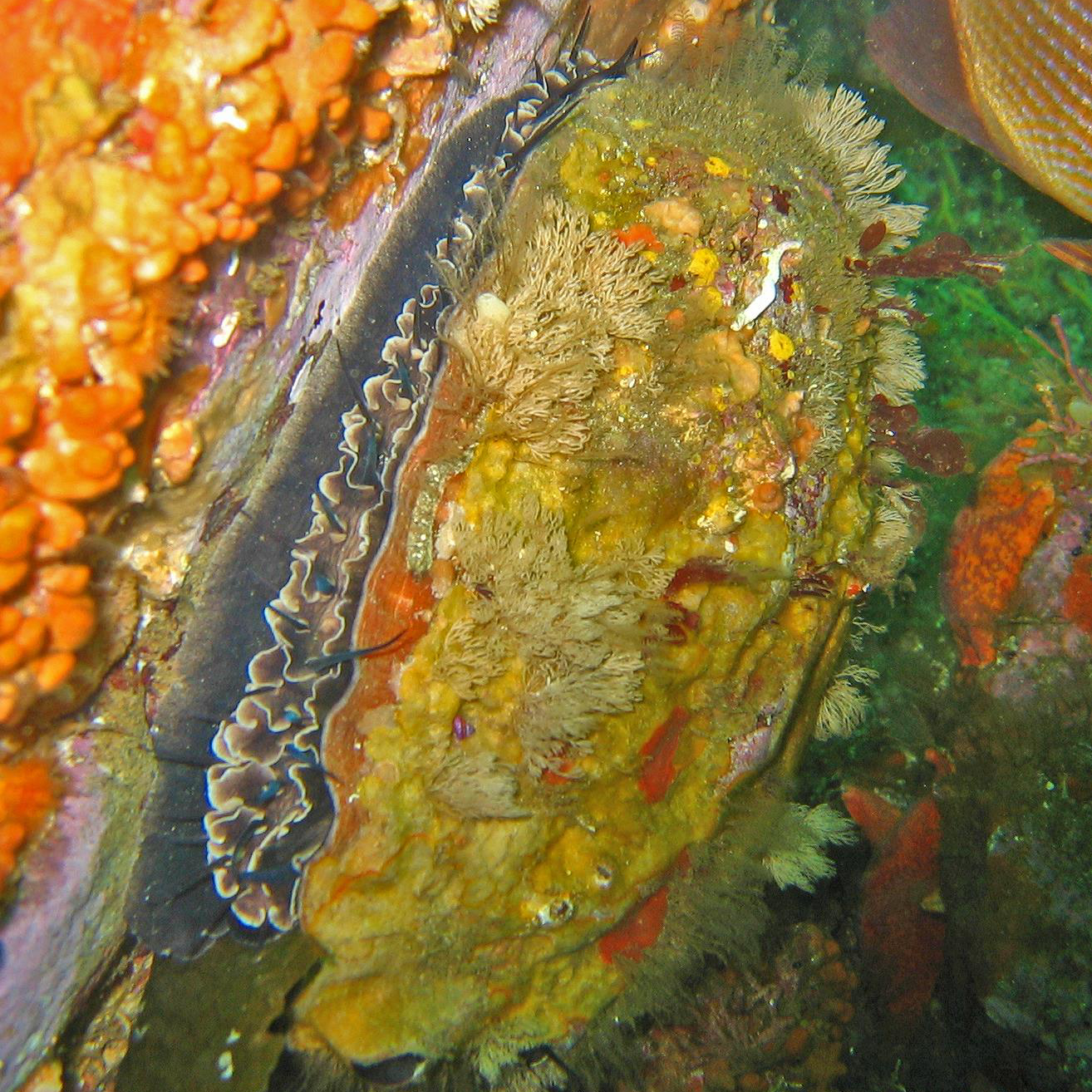
Tmavé epipodium s bělavým zvlněným lemem
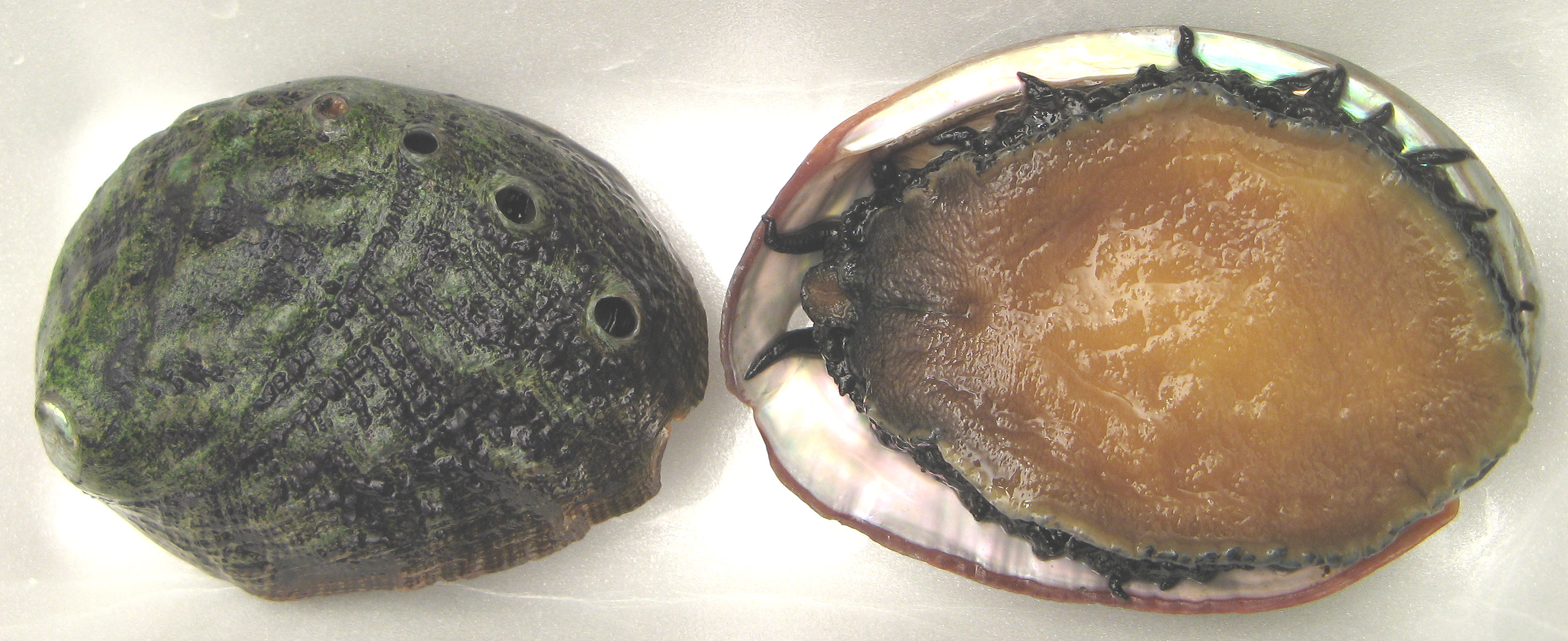
Svrchní a spodní strana s masitou nohou
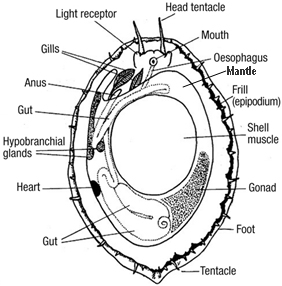
Anatomie ušně černé (Haliotis cracherodii)
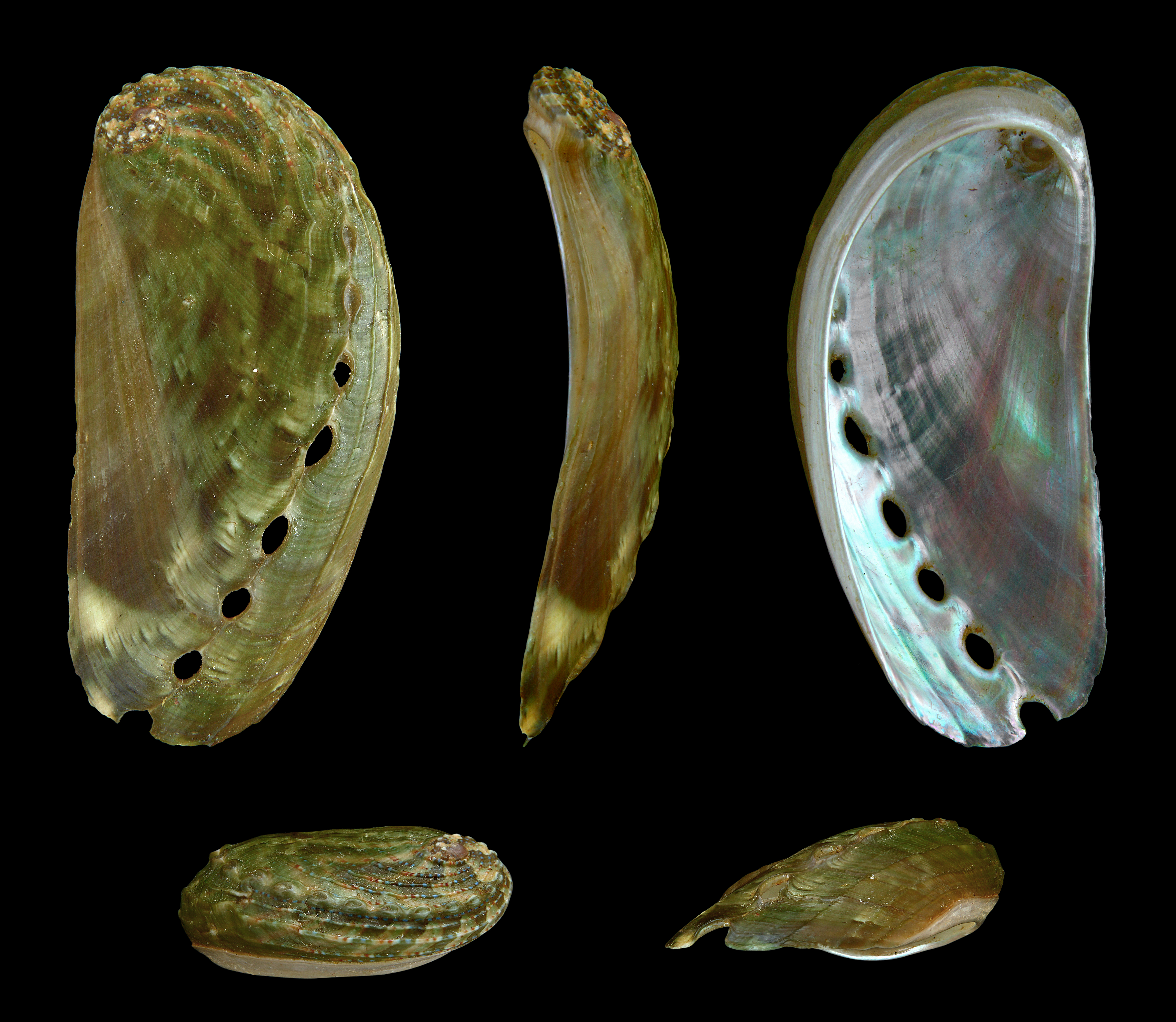
Haliotis asinina
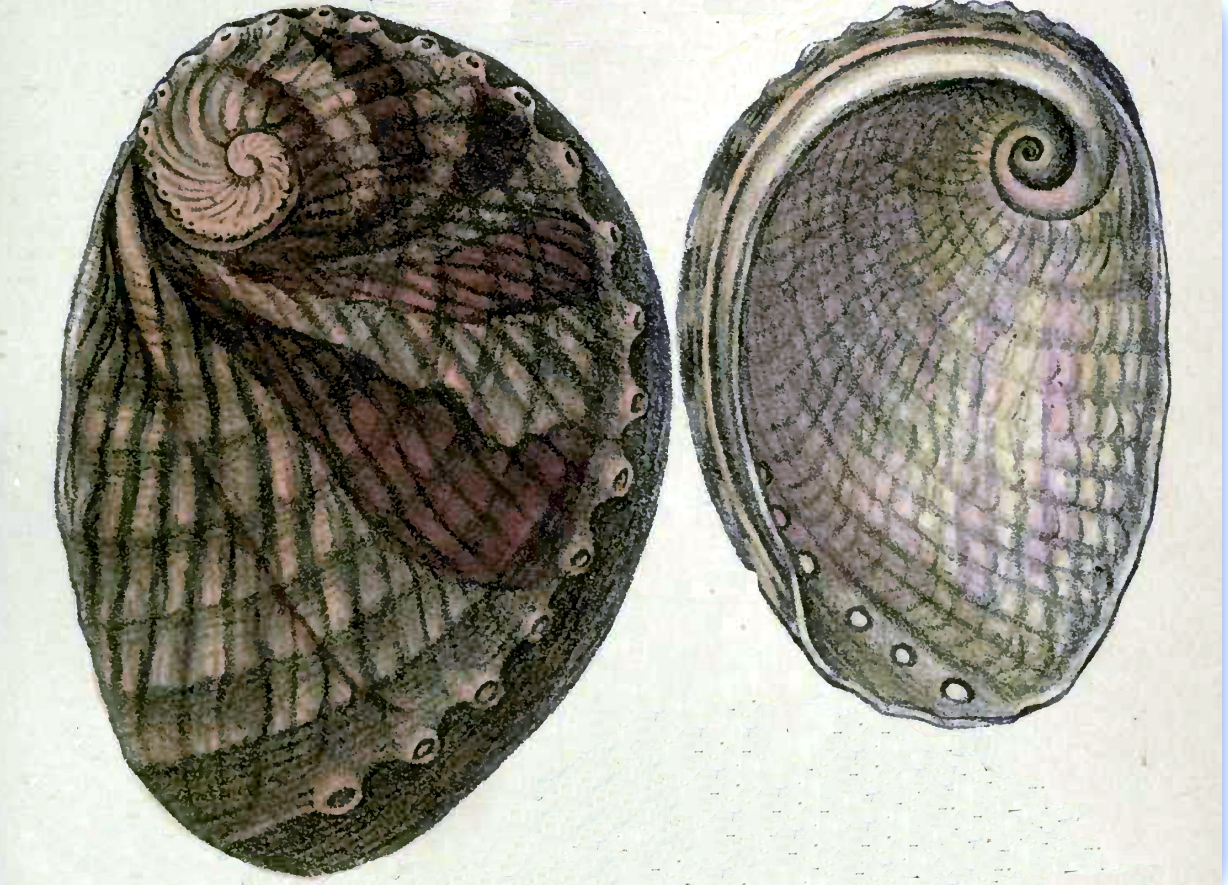
Haliotis australis
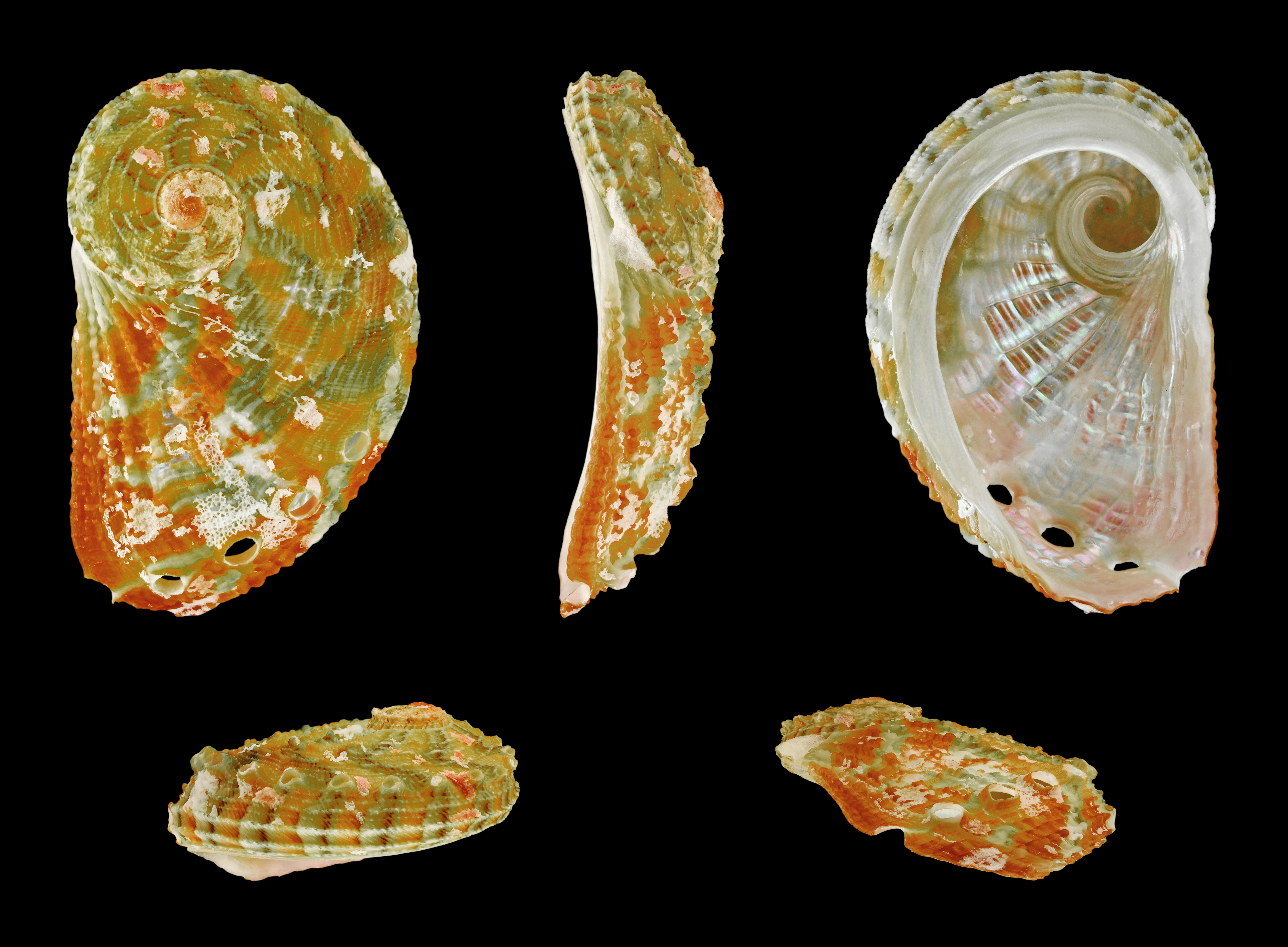
Haliotis clathrata
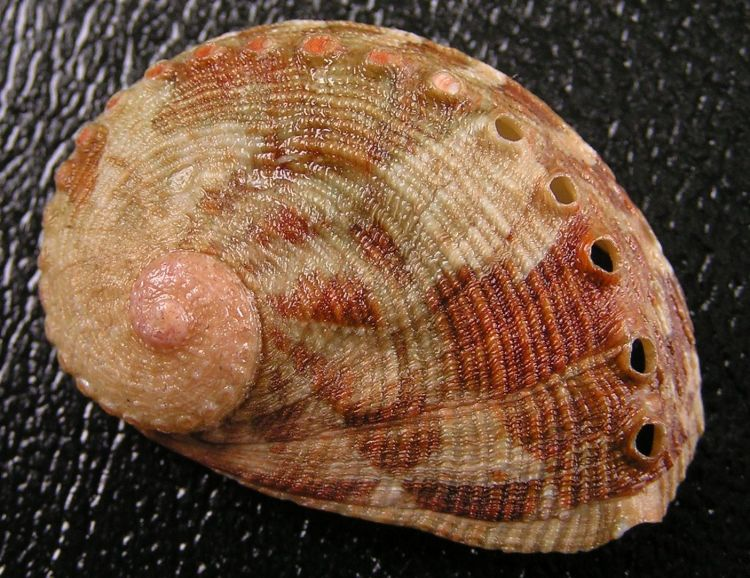
Haliotis coccoradiata
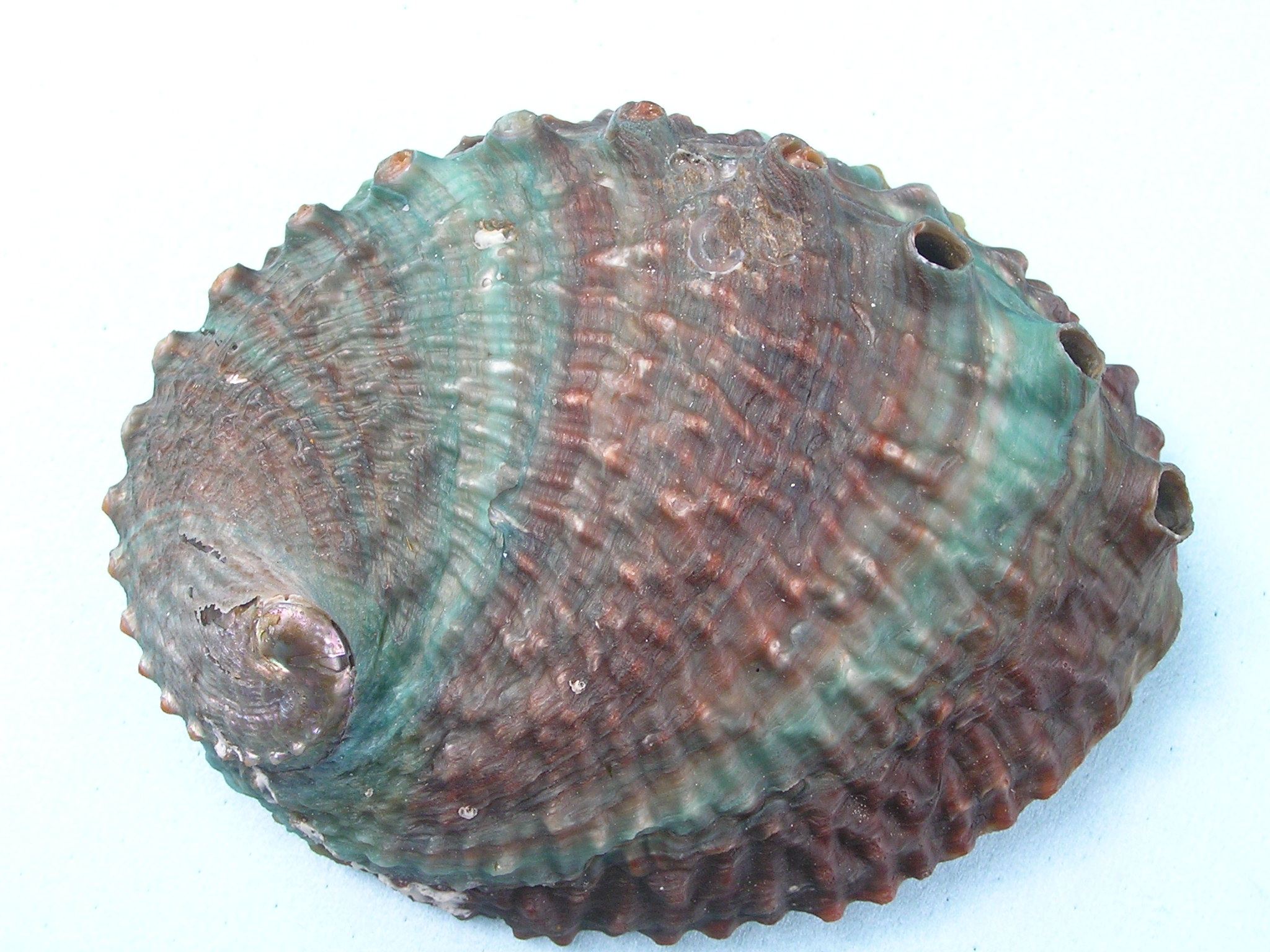
Haliotis corrugata
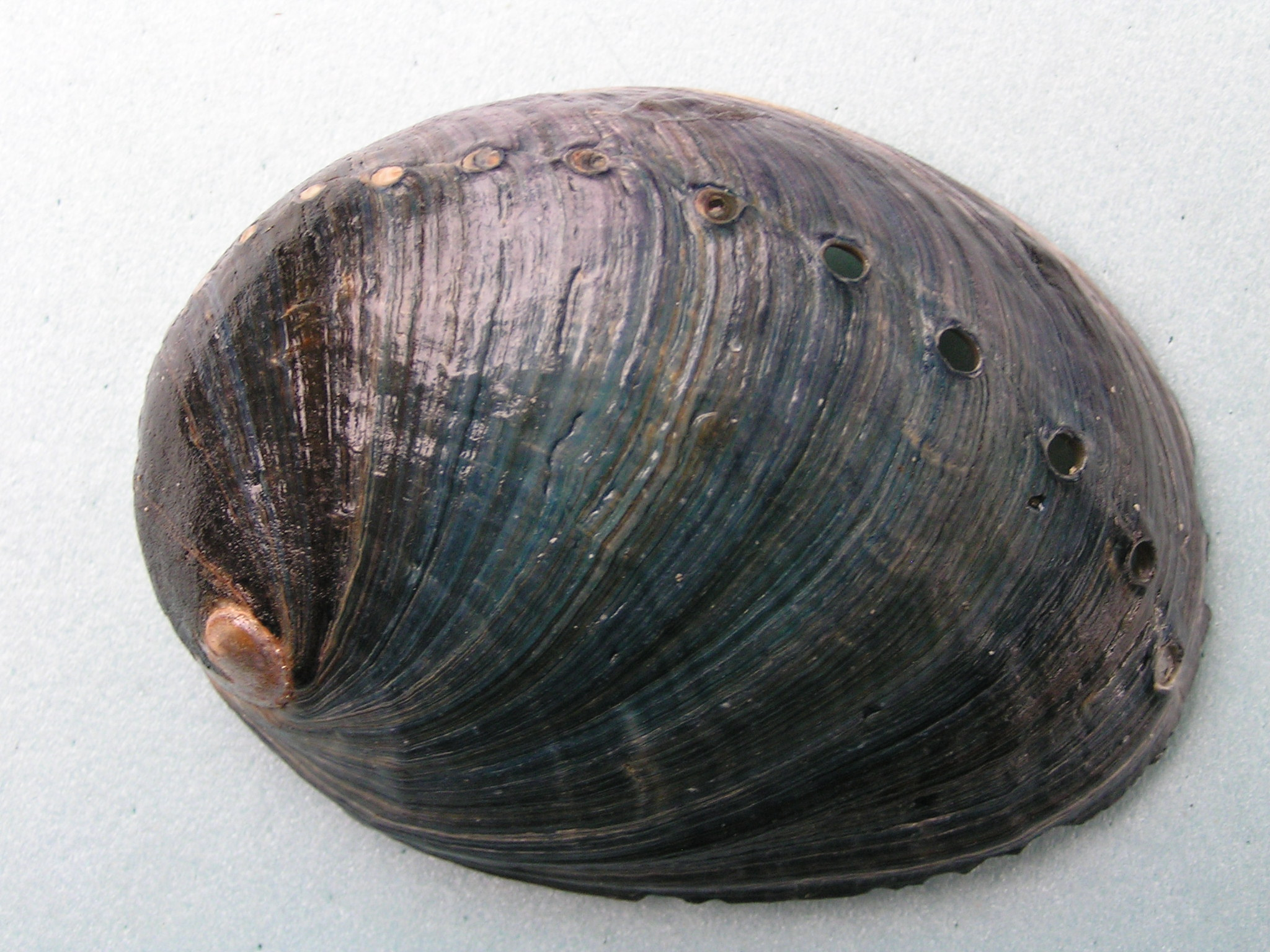
Haliotis cracherodii
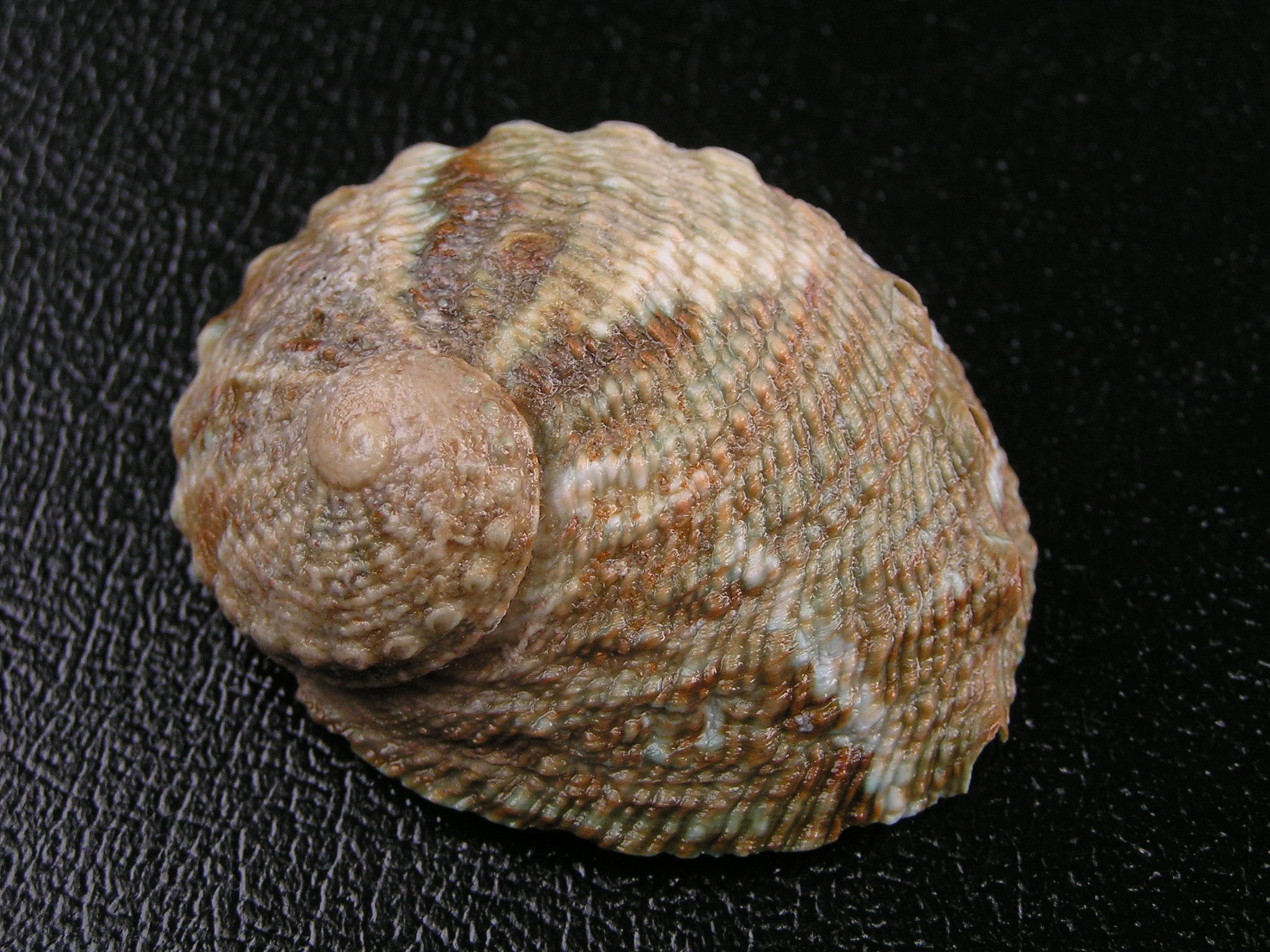
Haliotis cyclobates
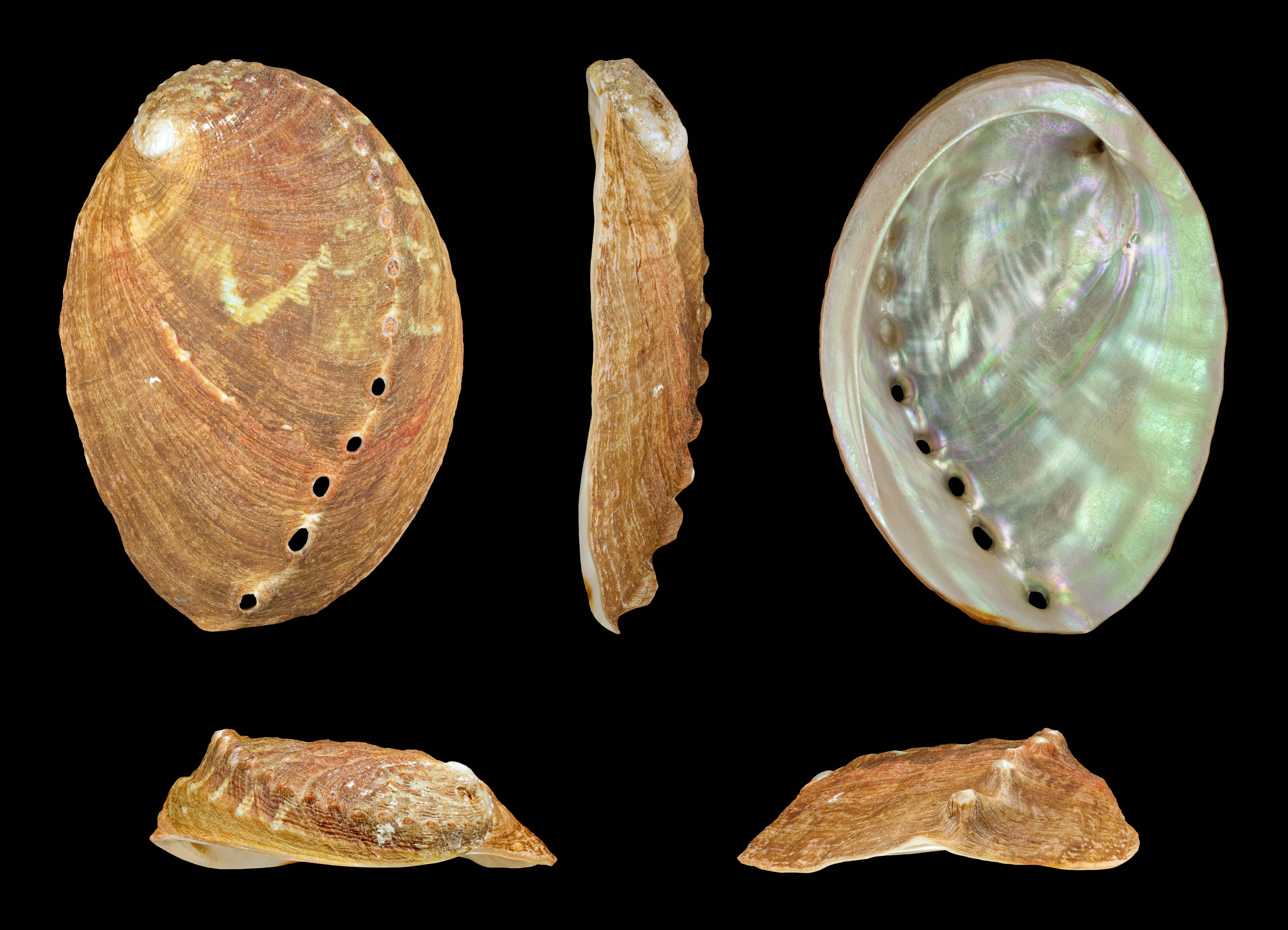
Haliotis discus discus
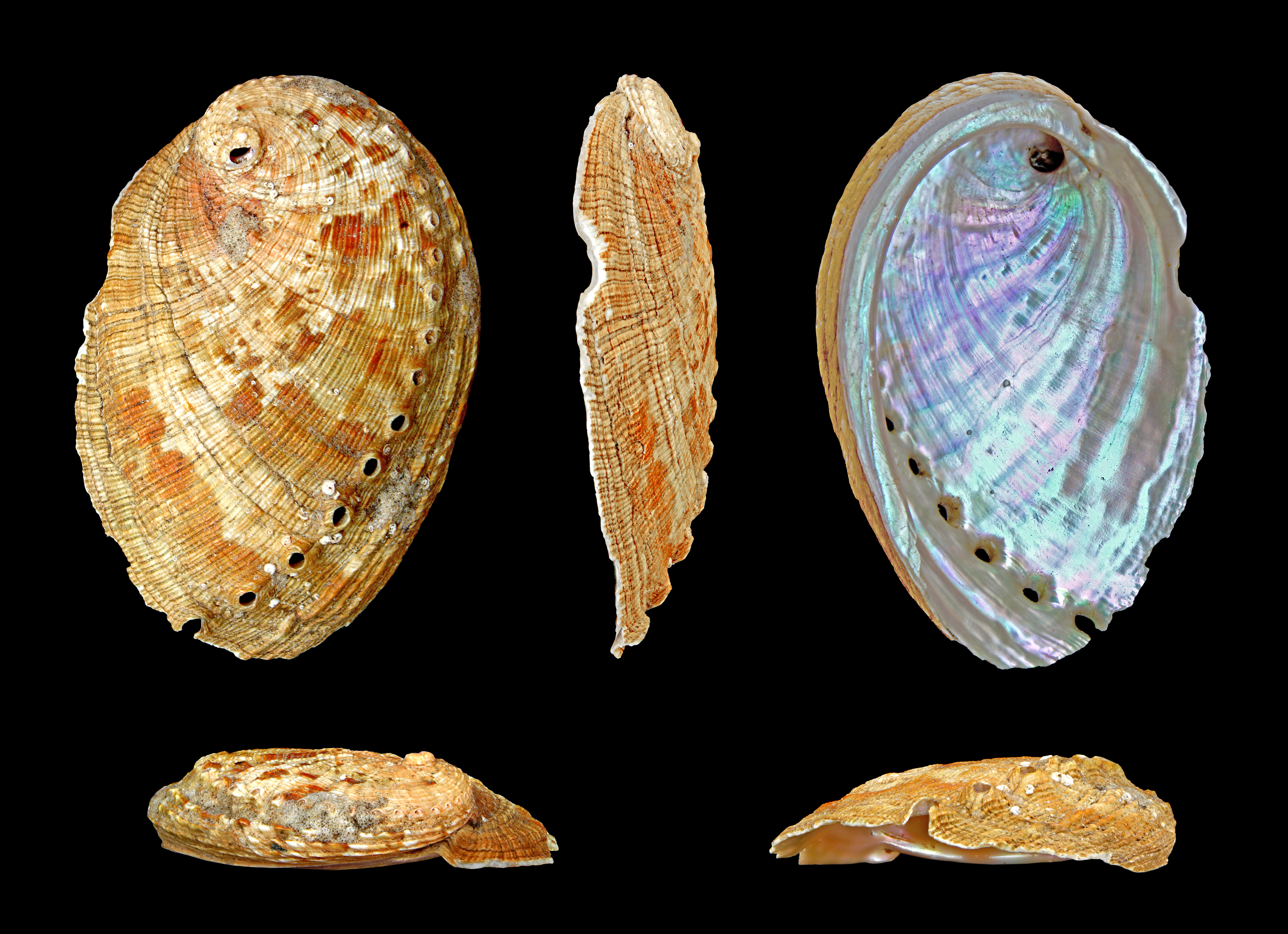
Haliotis diversicolor
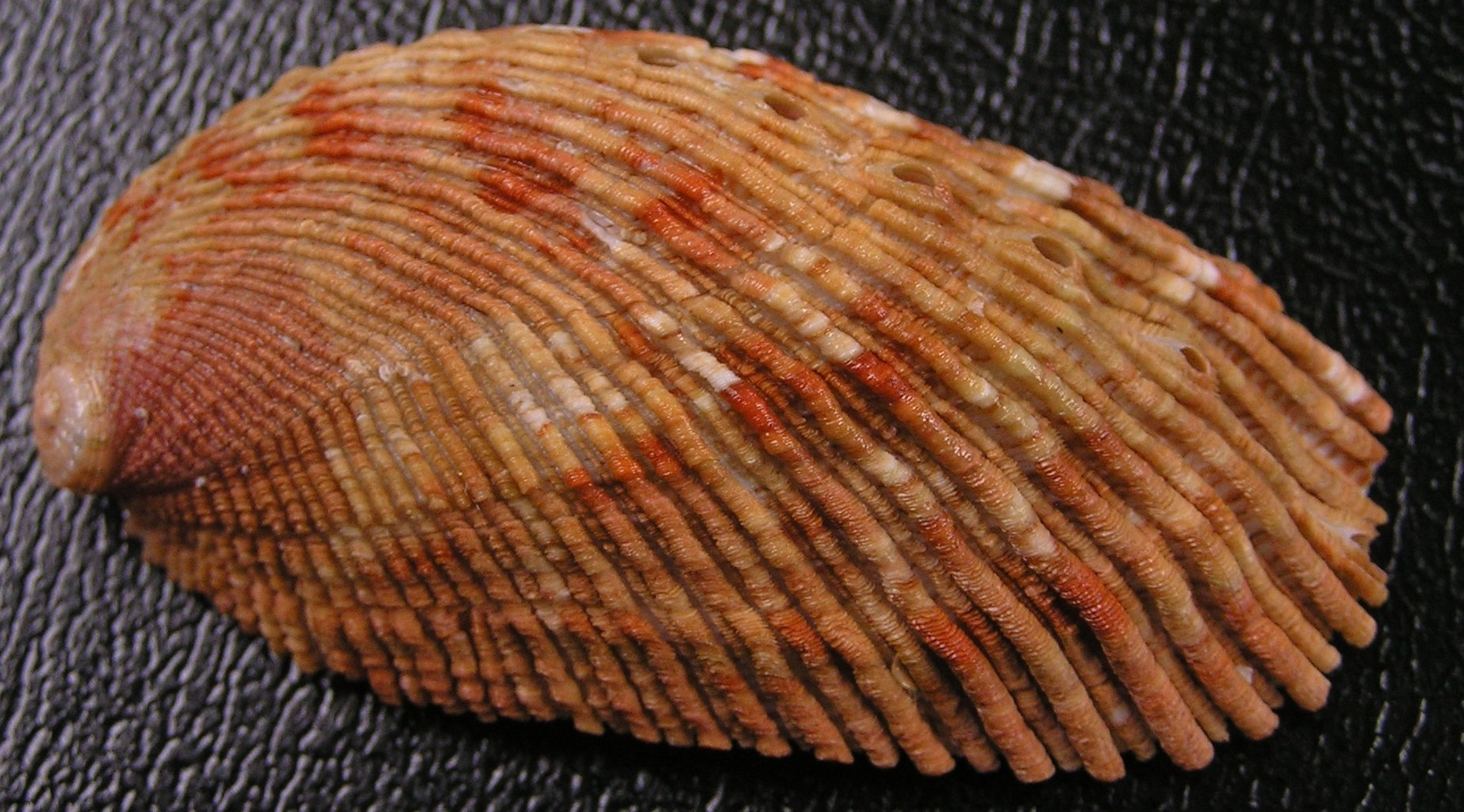
Haliotis elegans
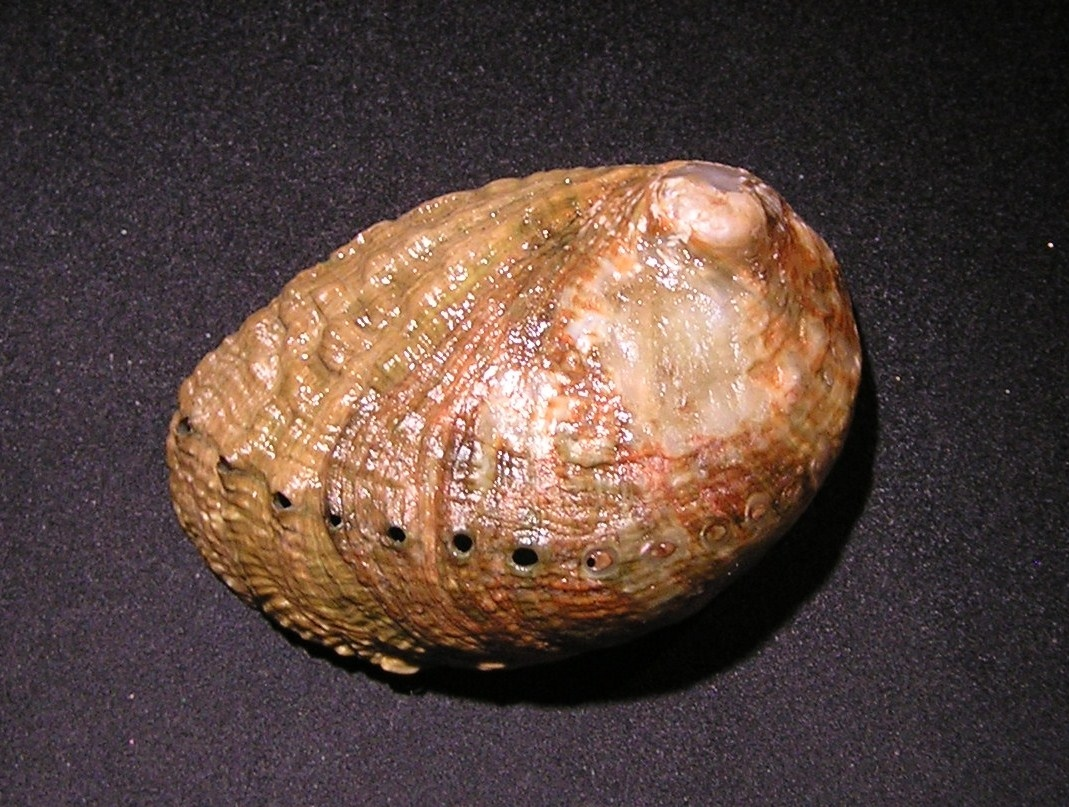
Haliotis fatui
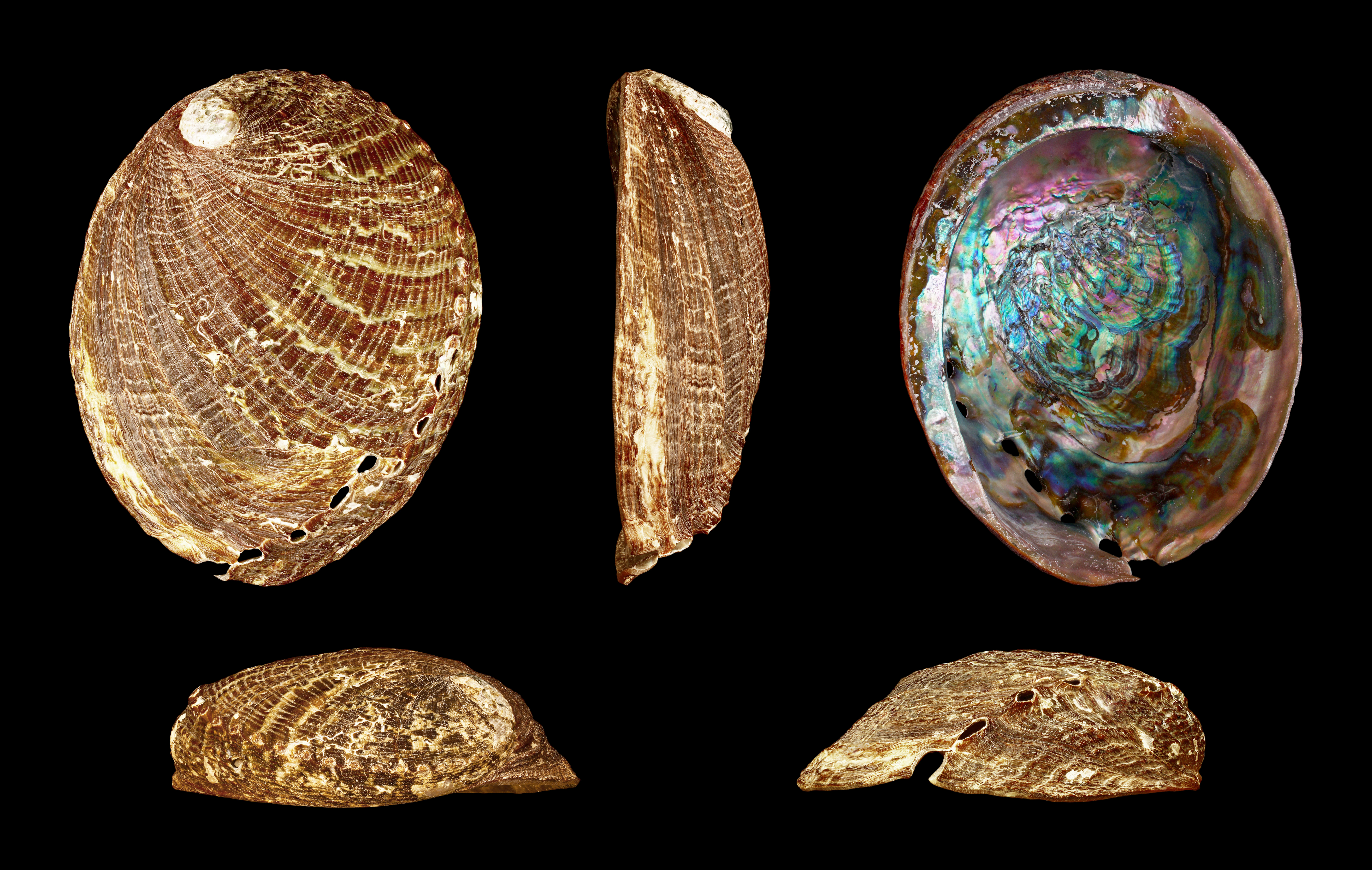
Haliotis fulgens fulgens
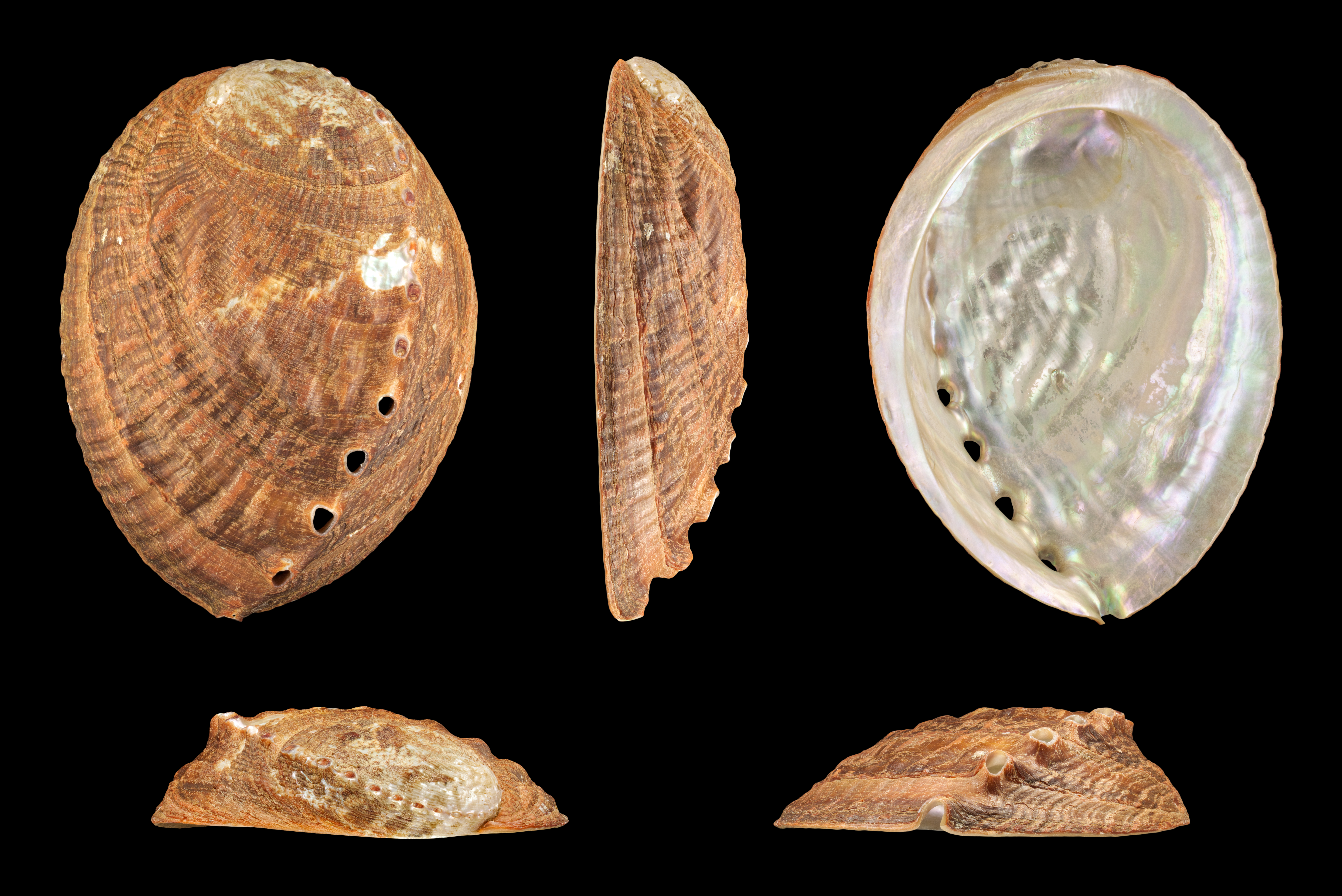
Haliotis gigantea f. sieboldii
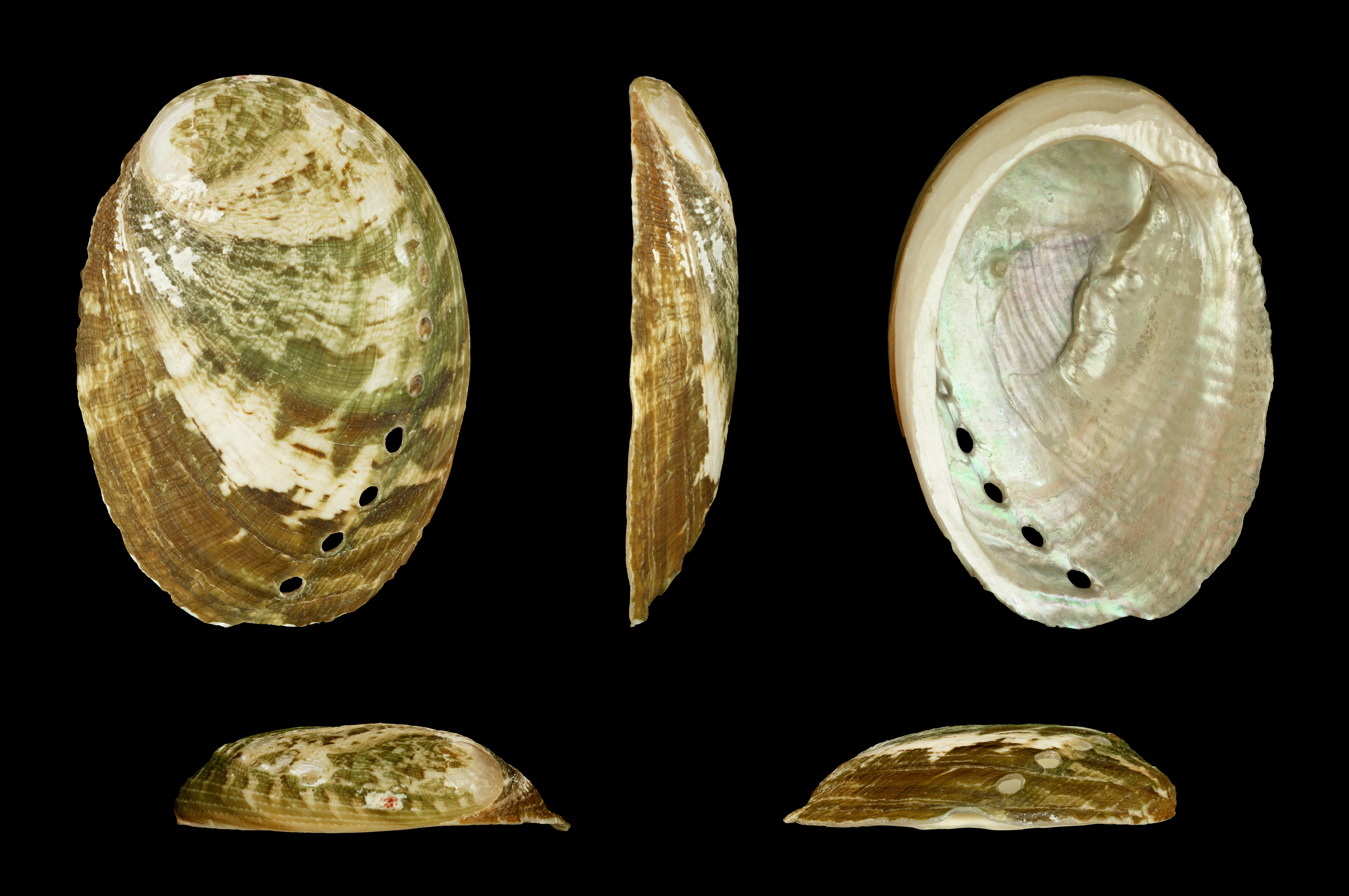
Haliotis glabra
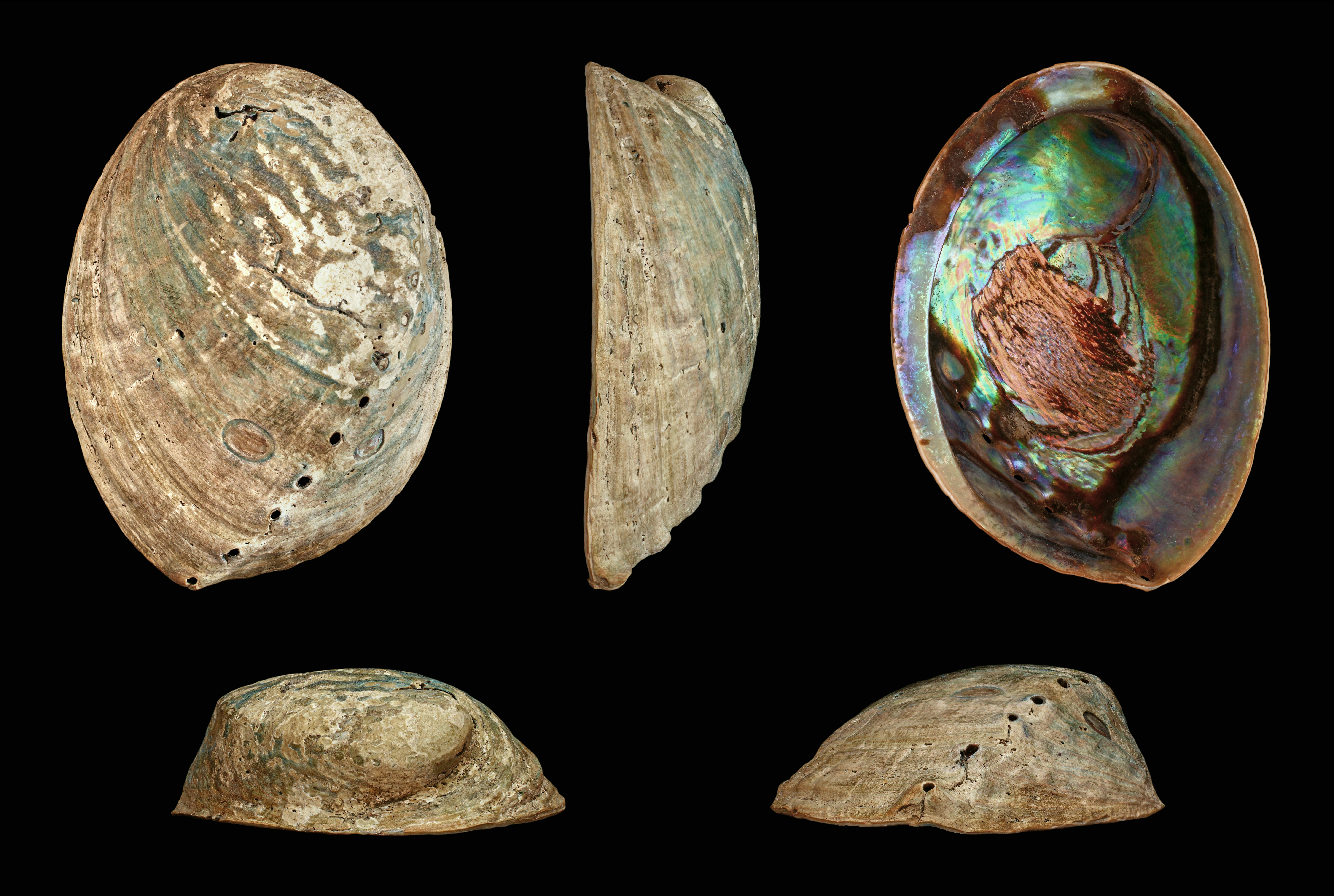
Haliotis iris
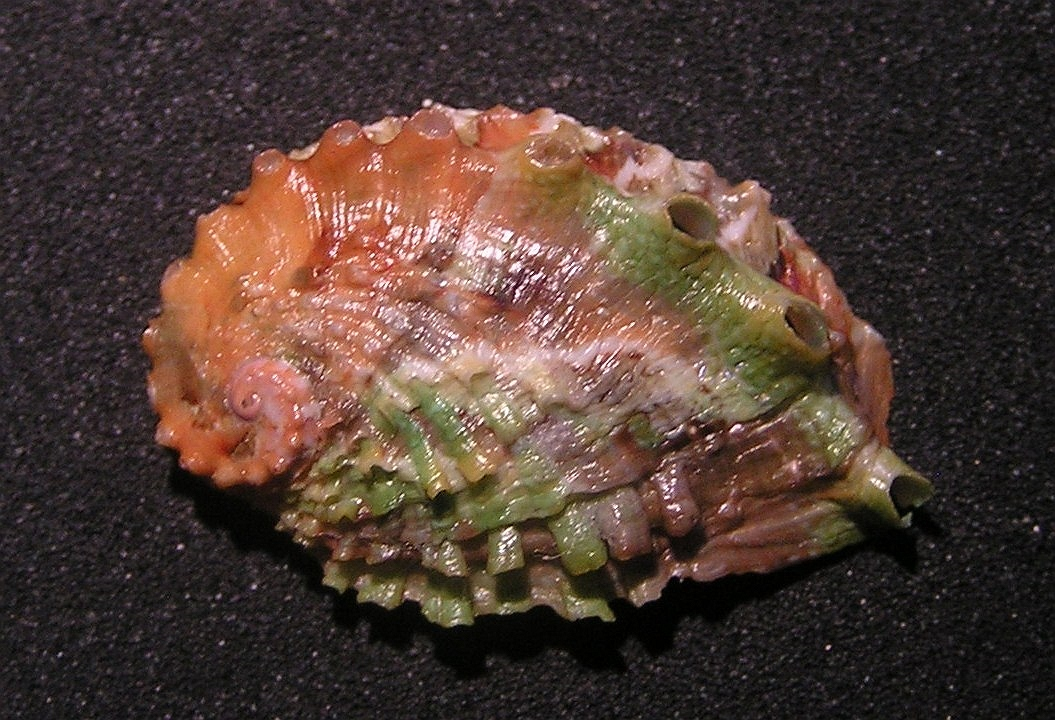
Haliotis jacnensis
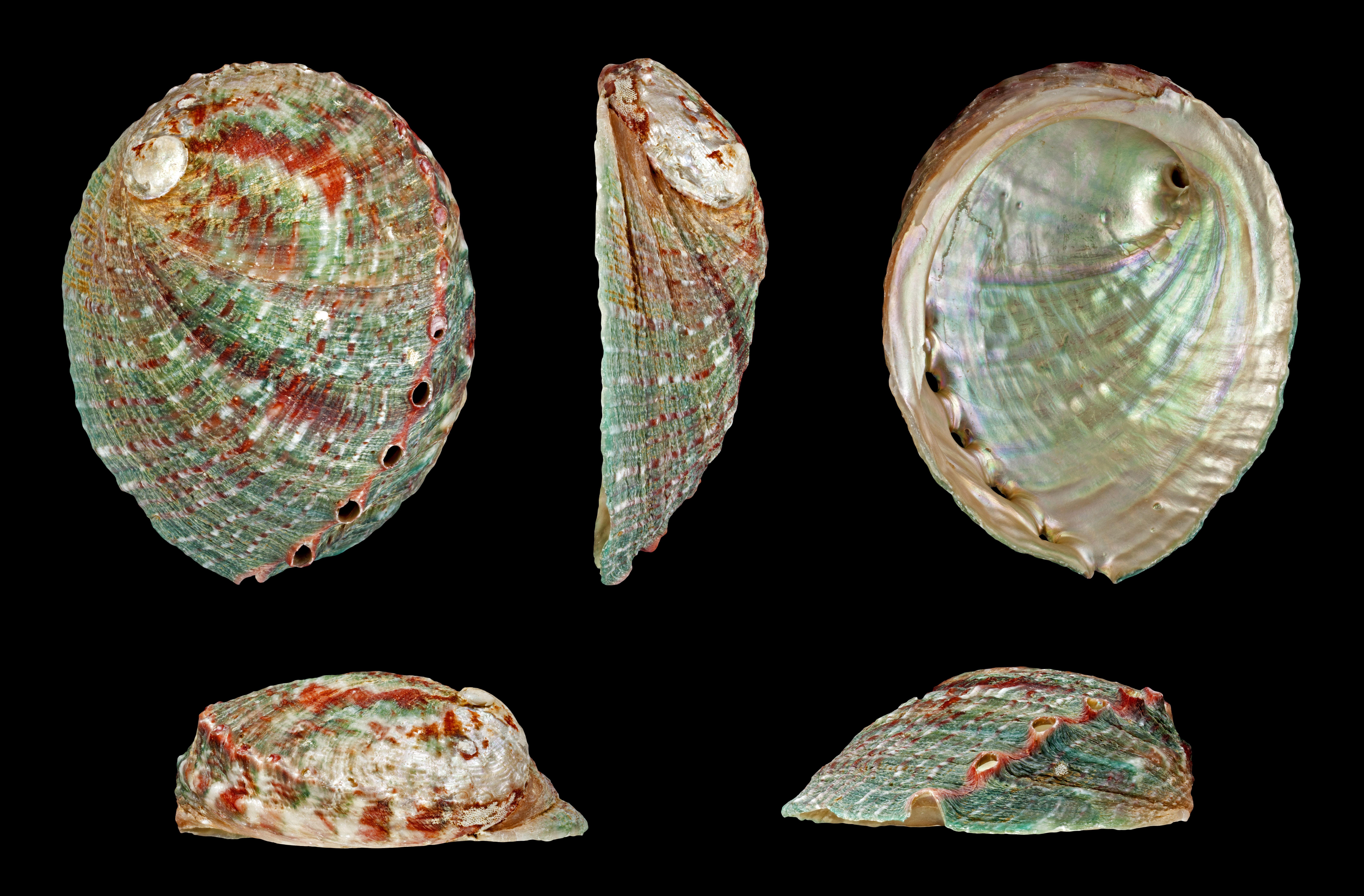
Haliotis kamtschatkana assimilis (jižní Kalifornie).
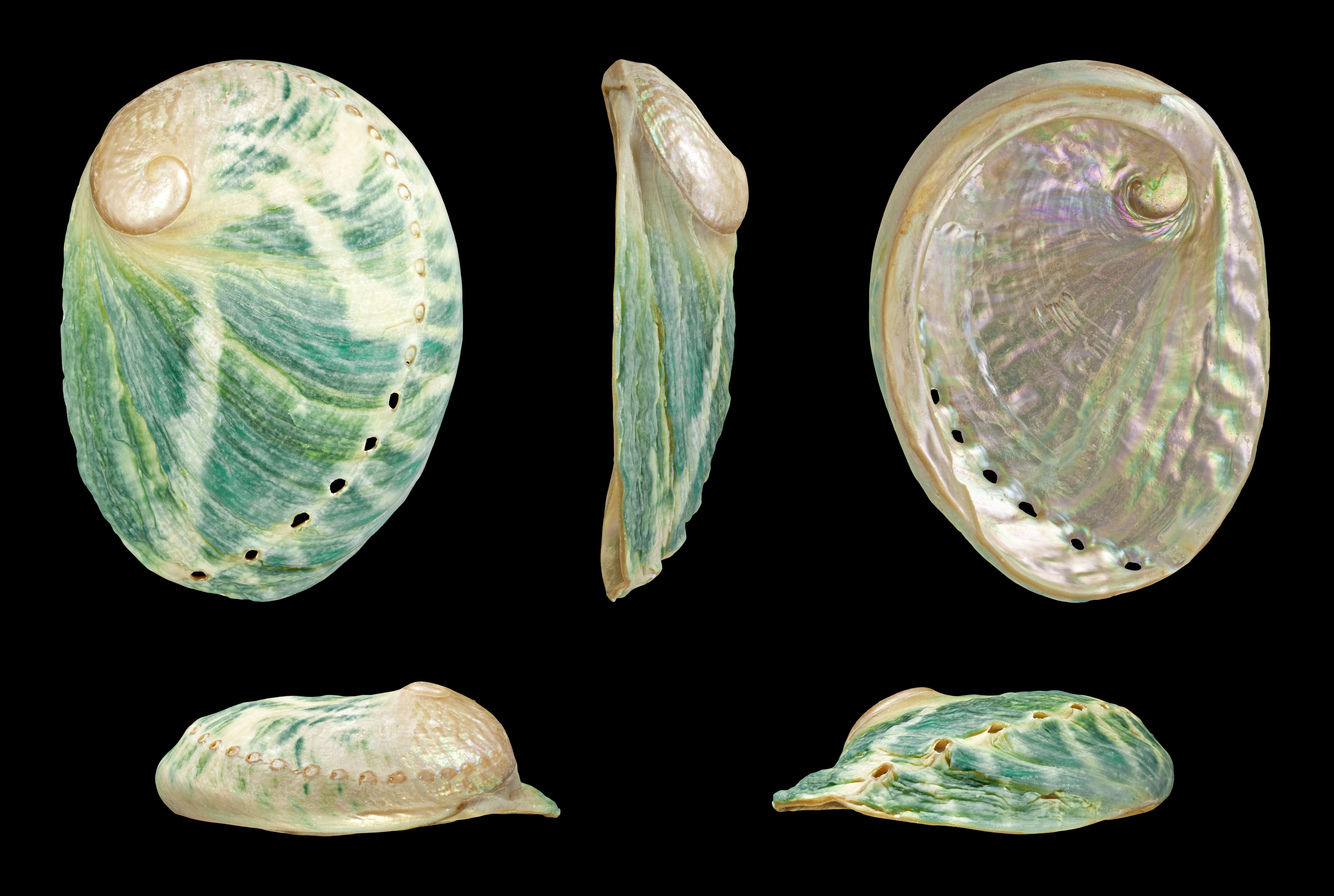
Haliotis laevigata (jižní Austrálie).
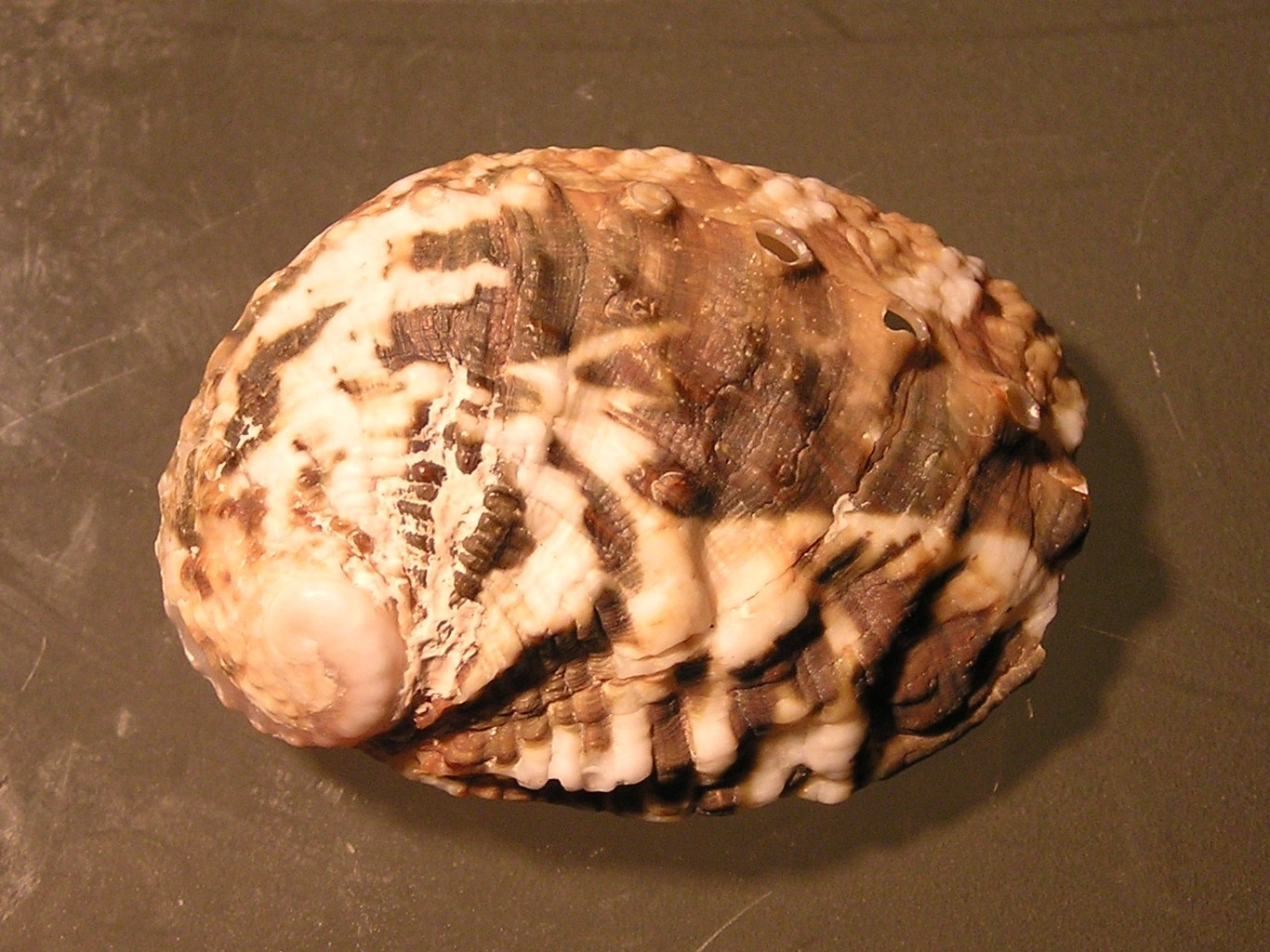
Haliotis madaka
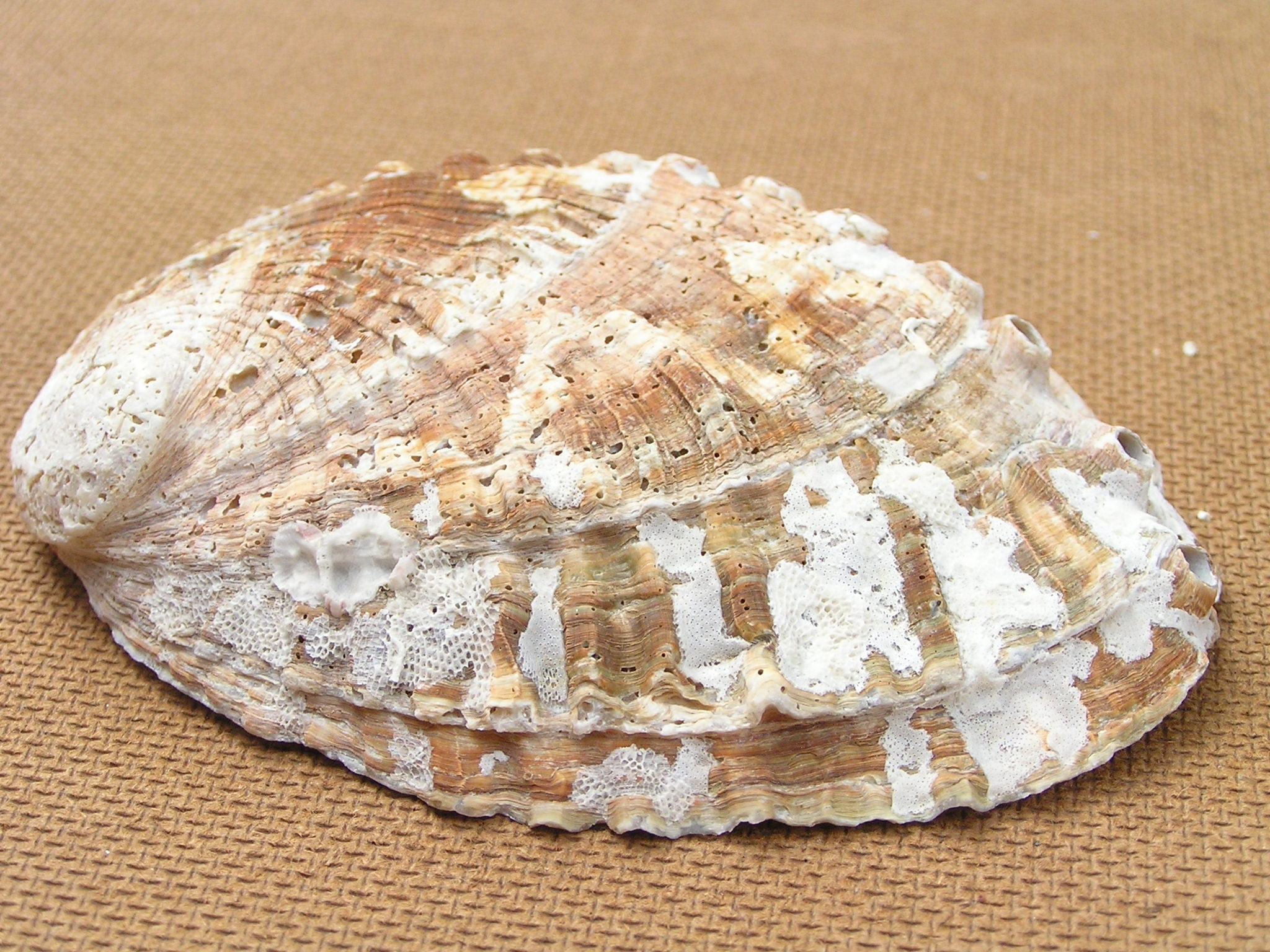
Haliotis mariae
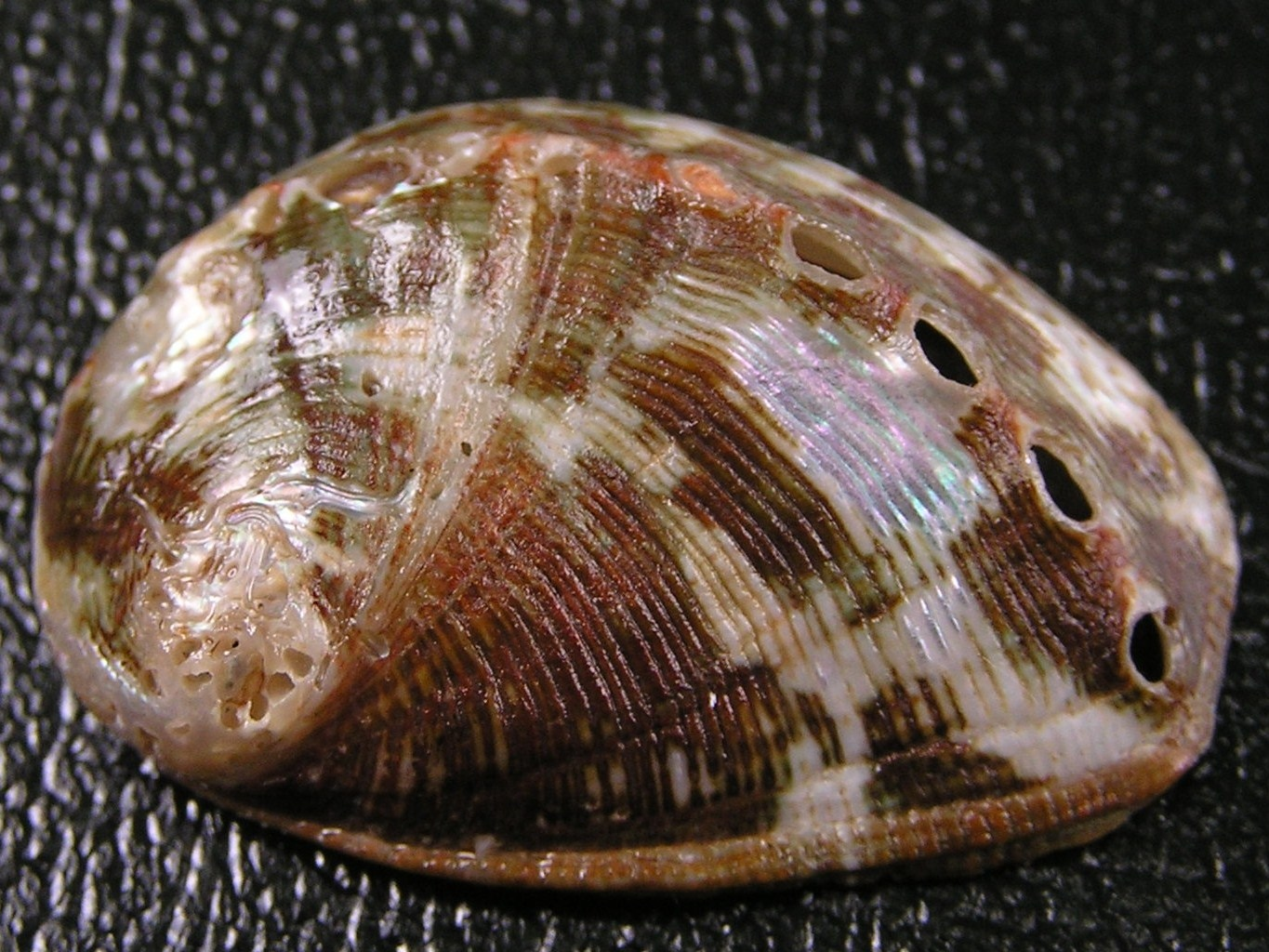
Haliotis marmorata
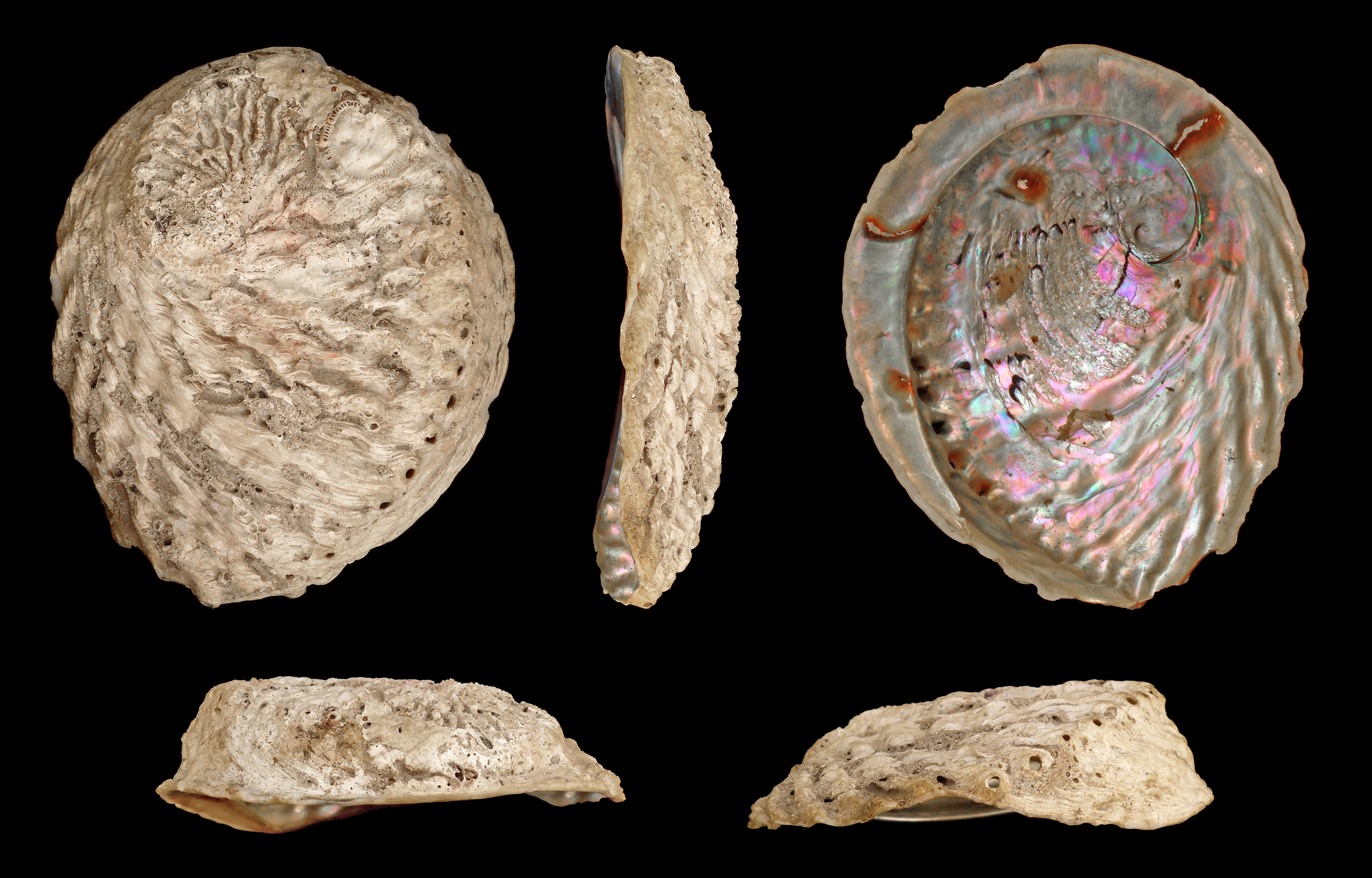
Haliotis midae
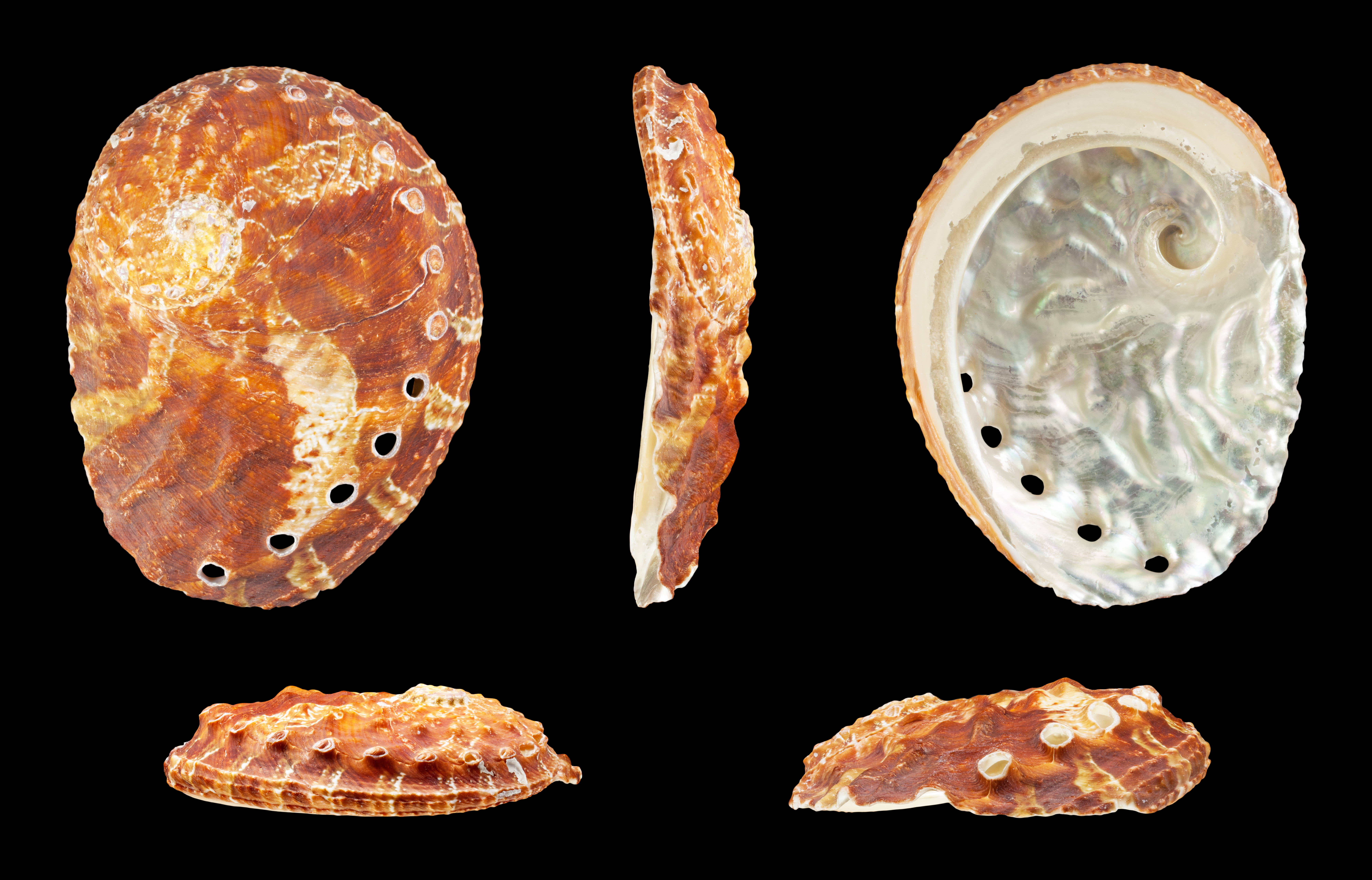
Haliotis ovina
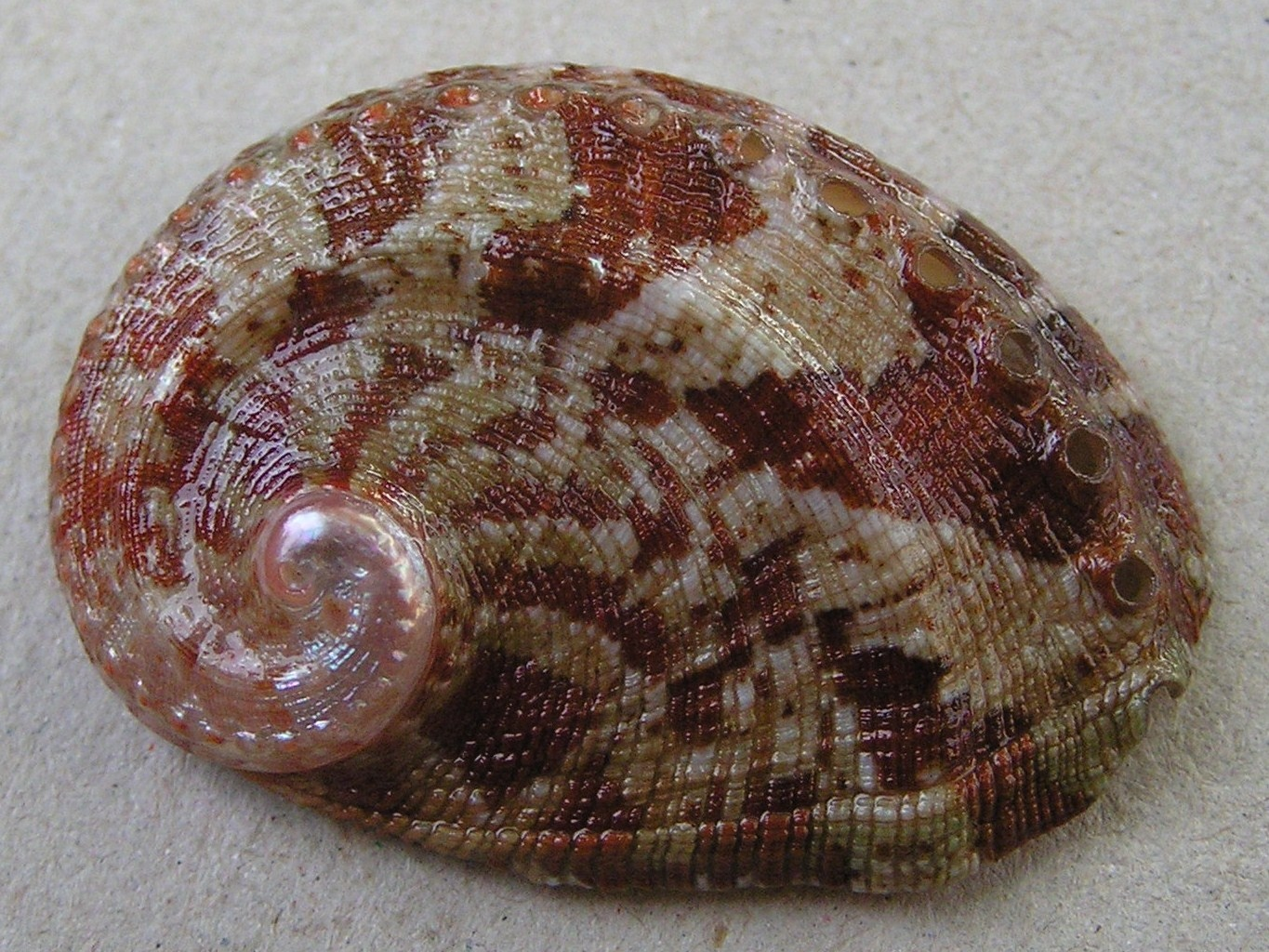
Haliotis parva
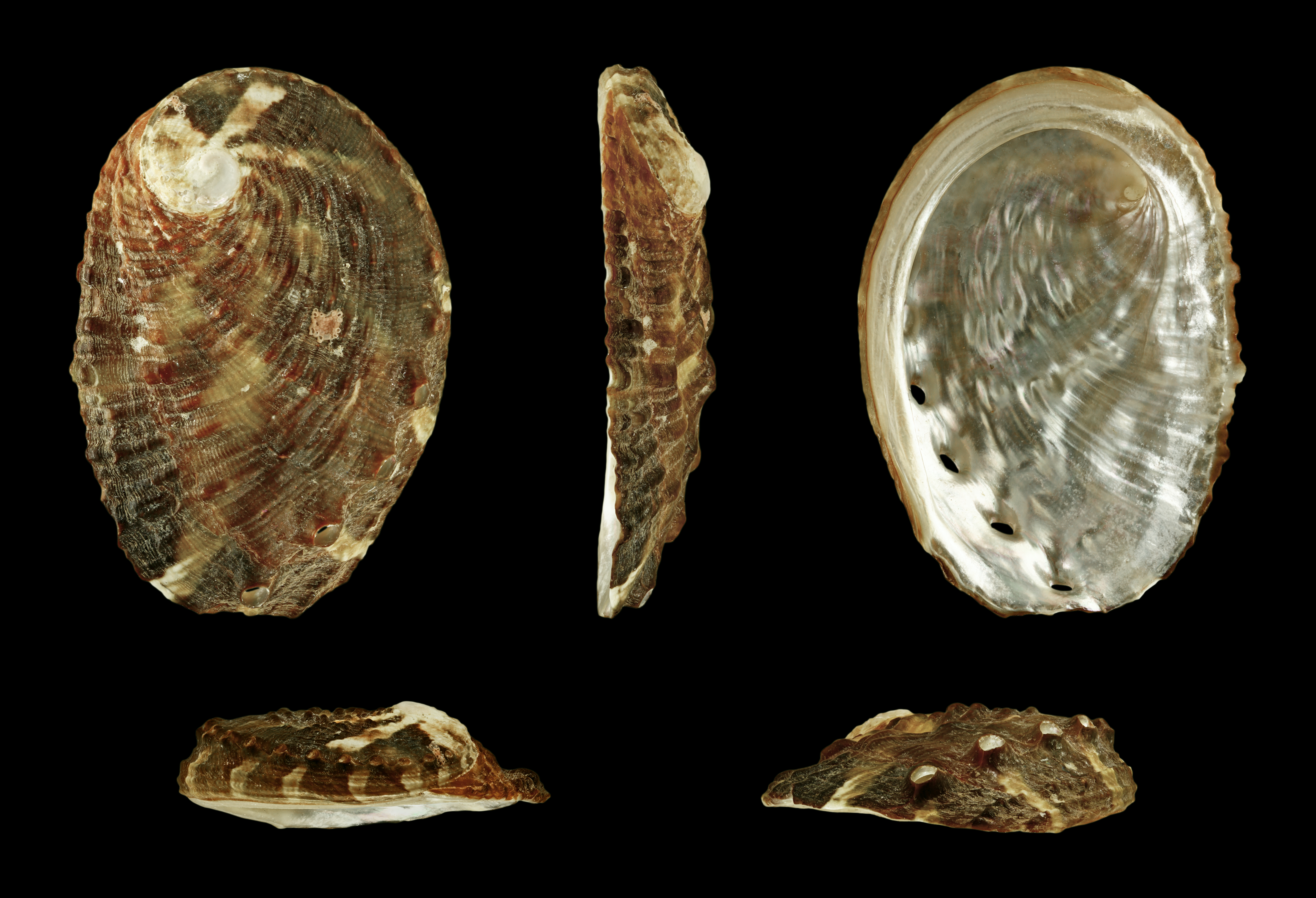
Haliotis planata
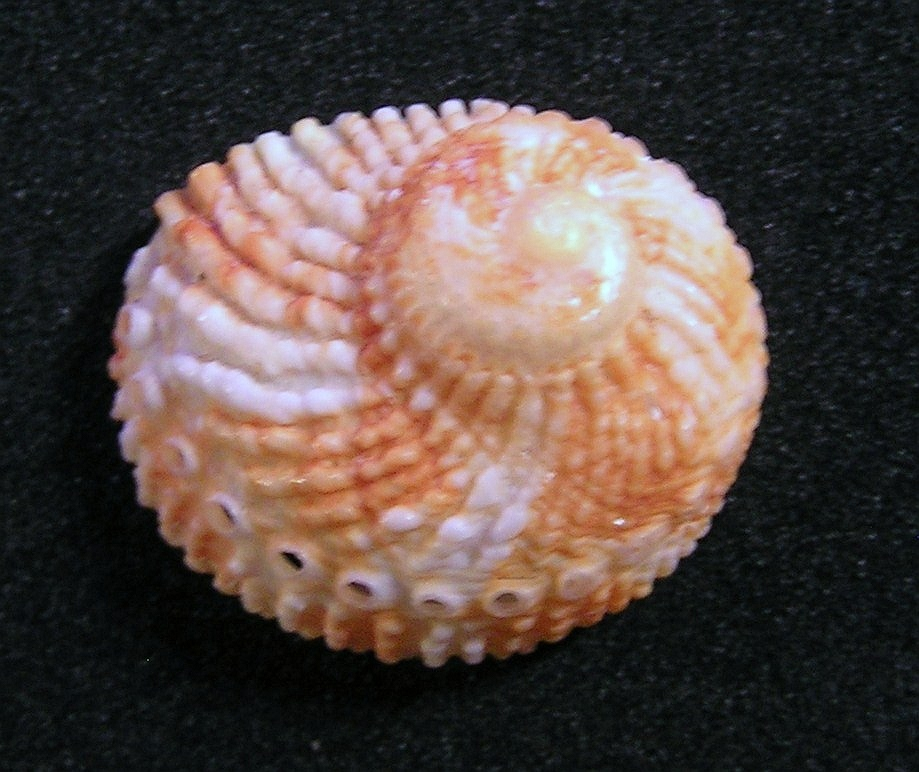
Haliotis pulcherrima
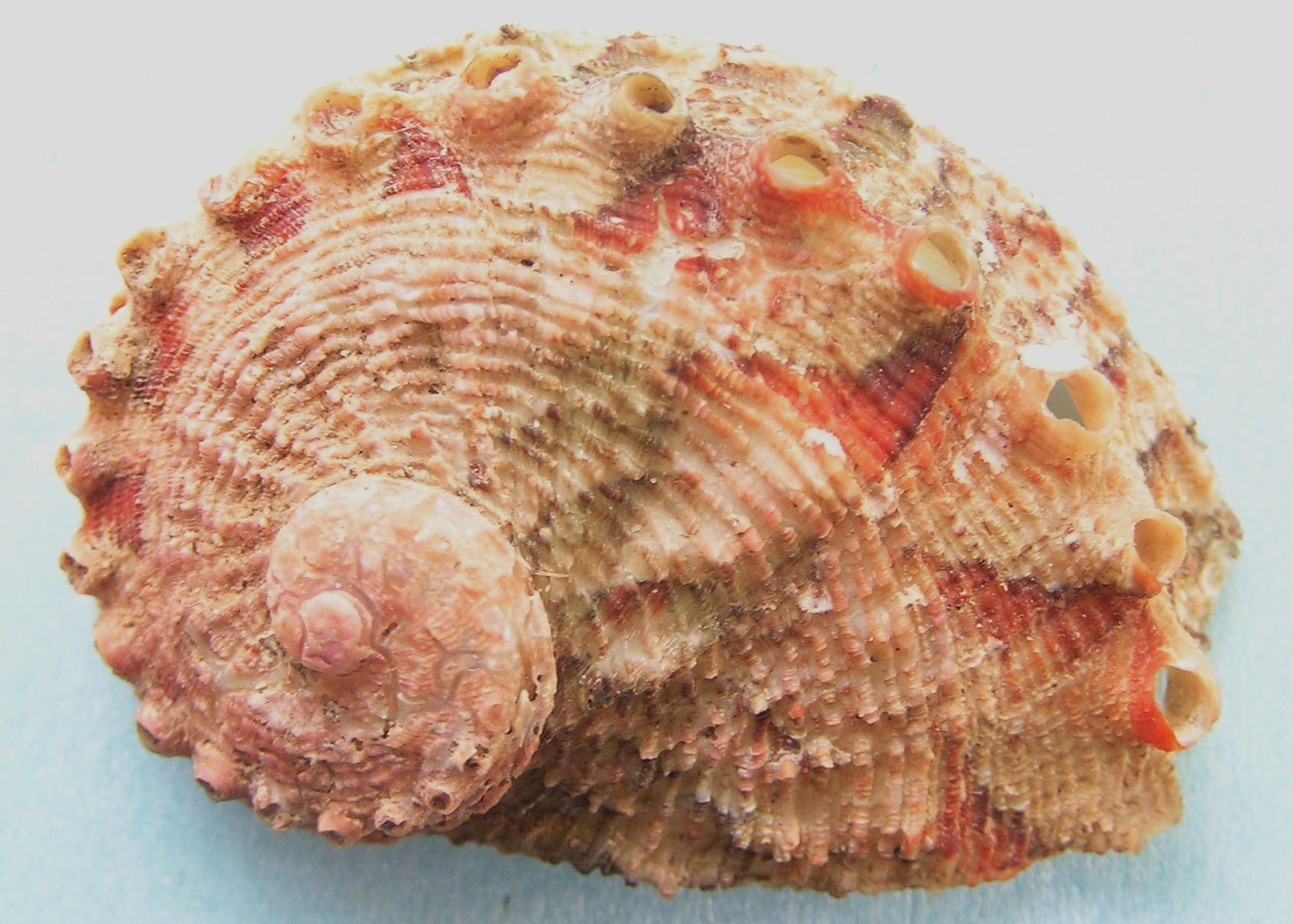
Haliotis queketti
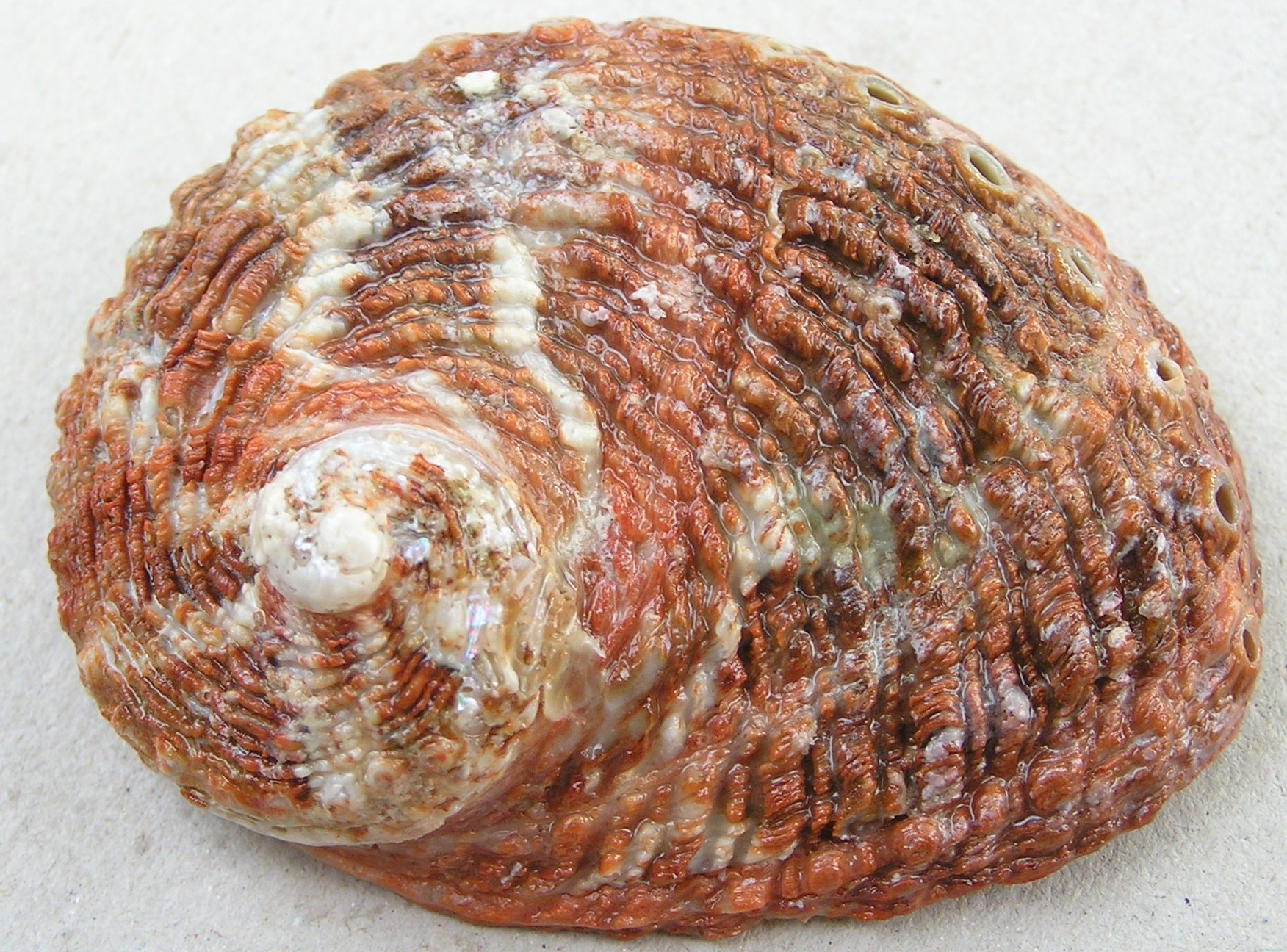
Haliotis roei
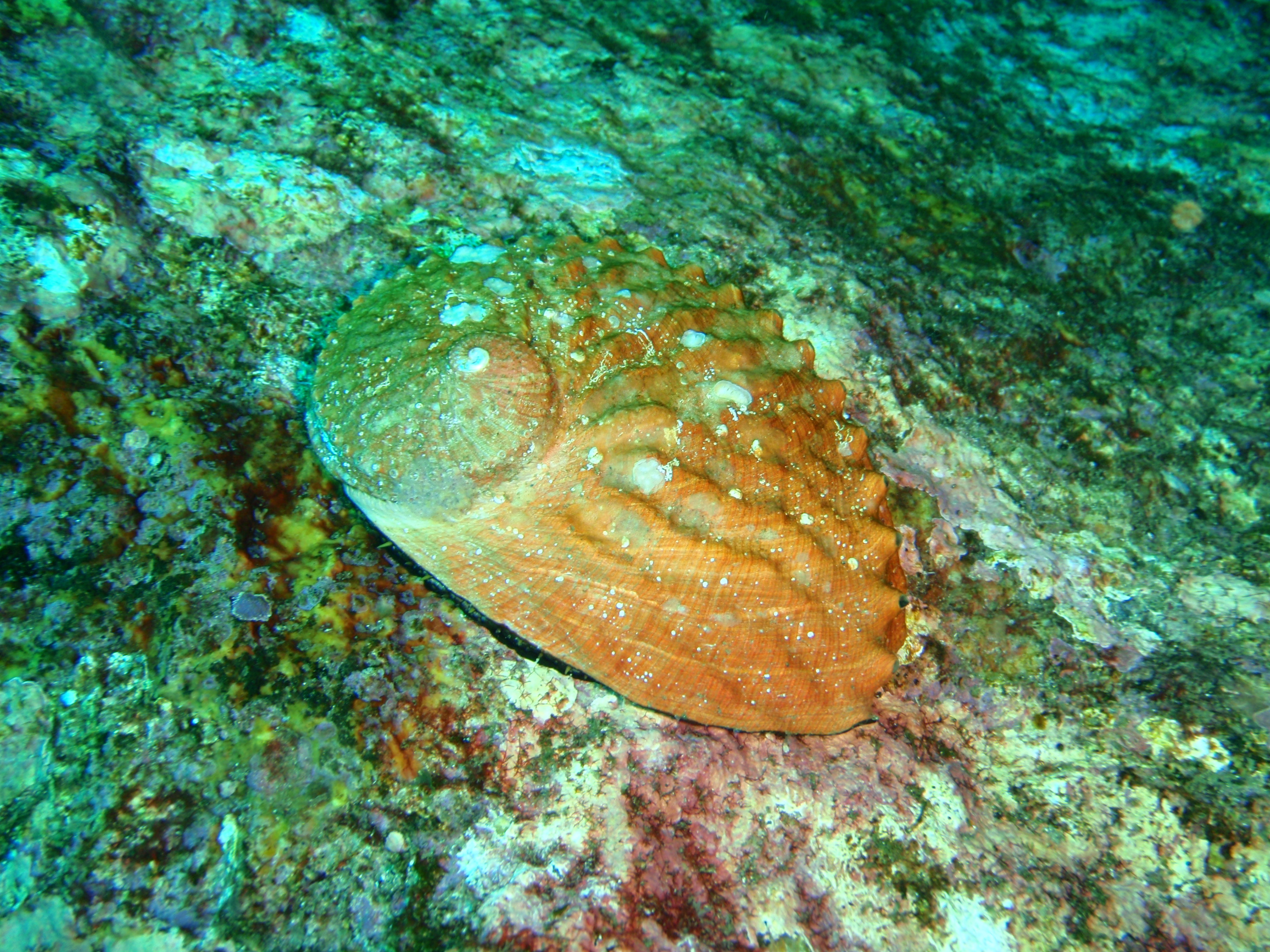
Haliotis rubra
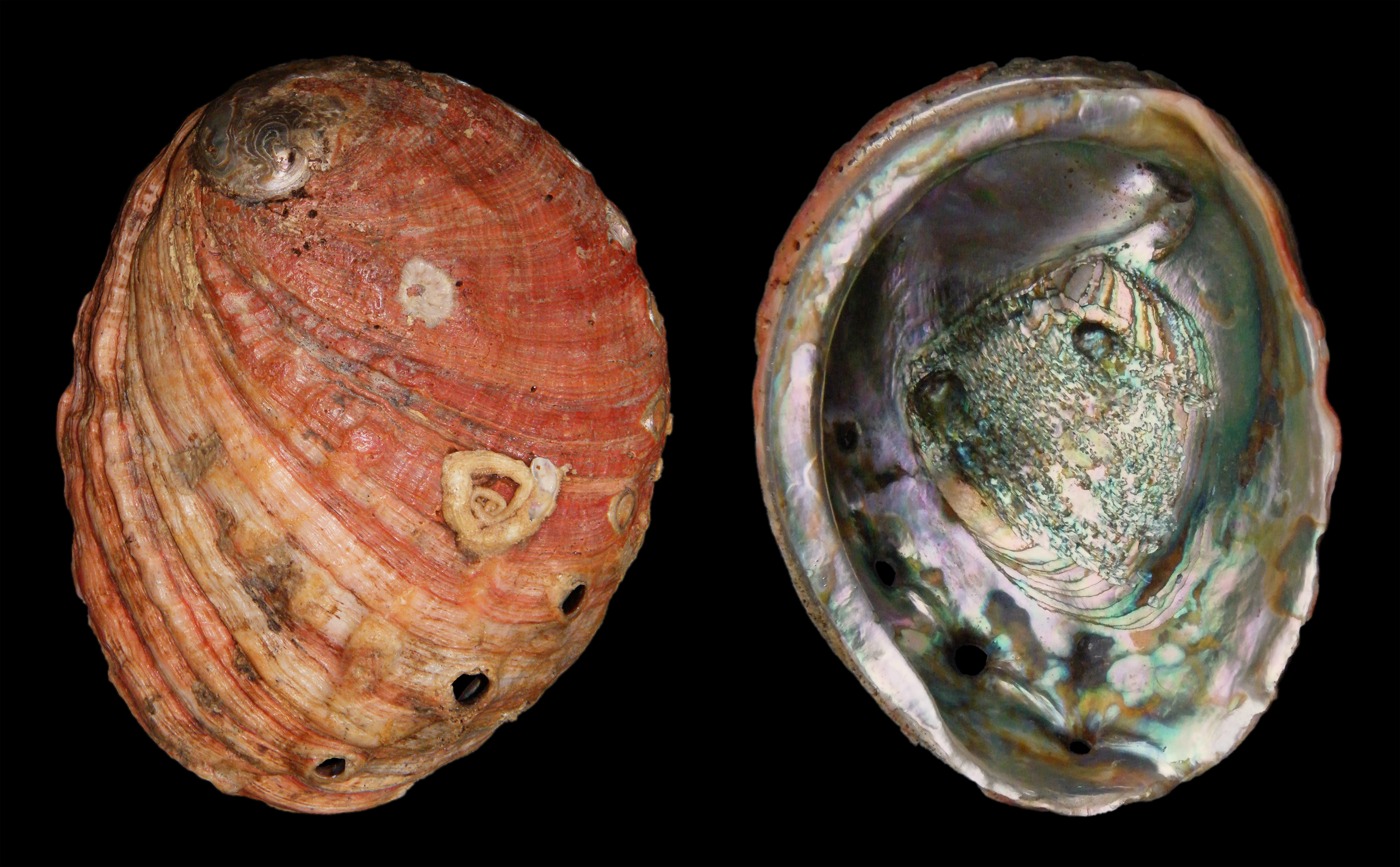
Haliotis rufescens
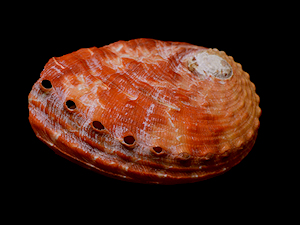
Haliotis rugosa
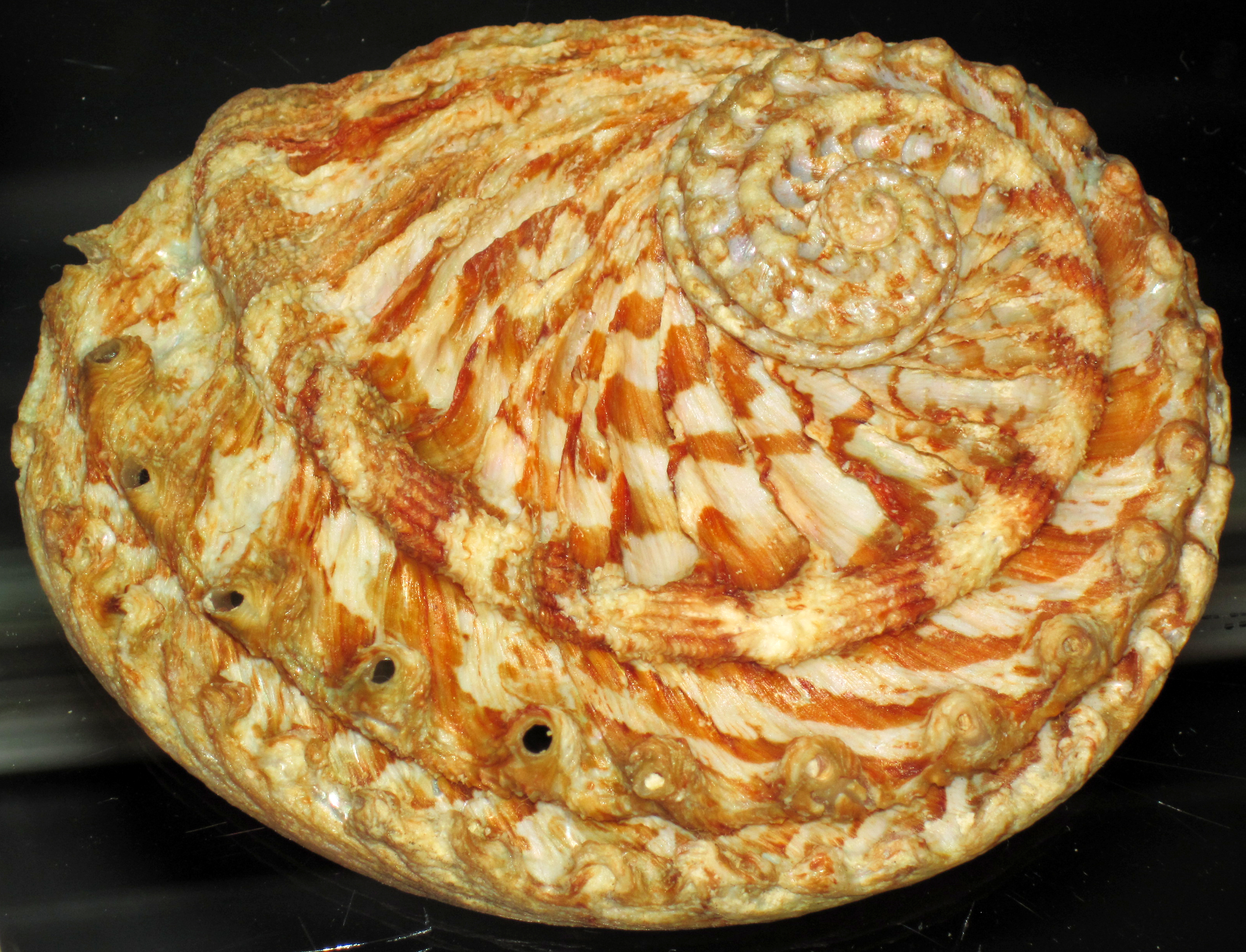
Haliotis scalaris
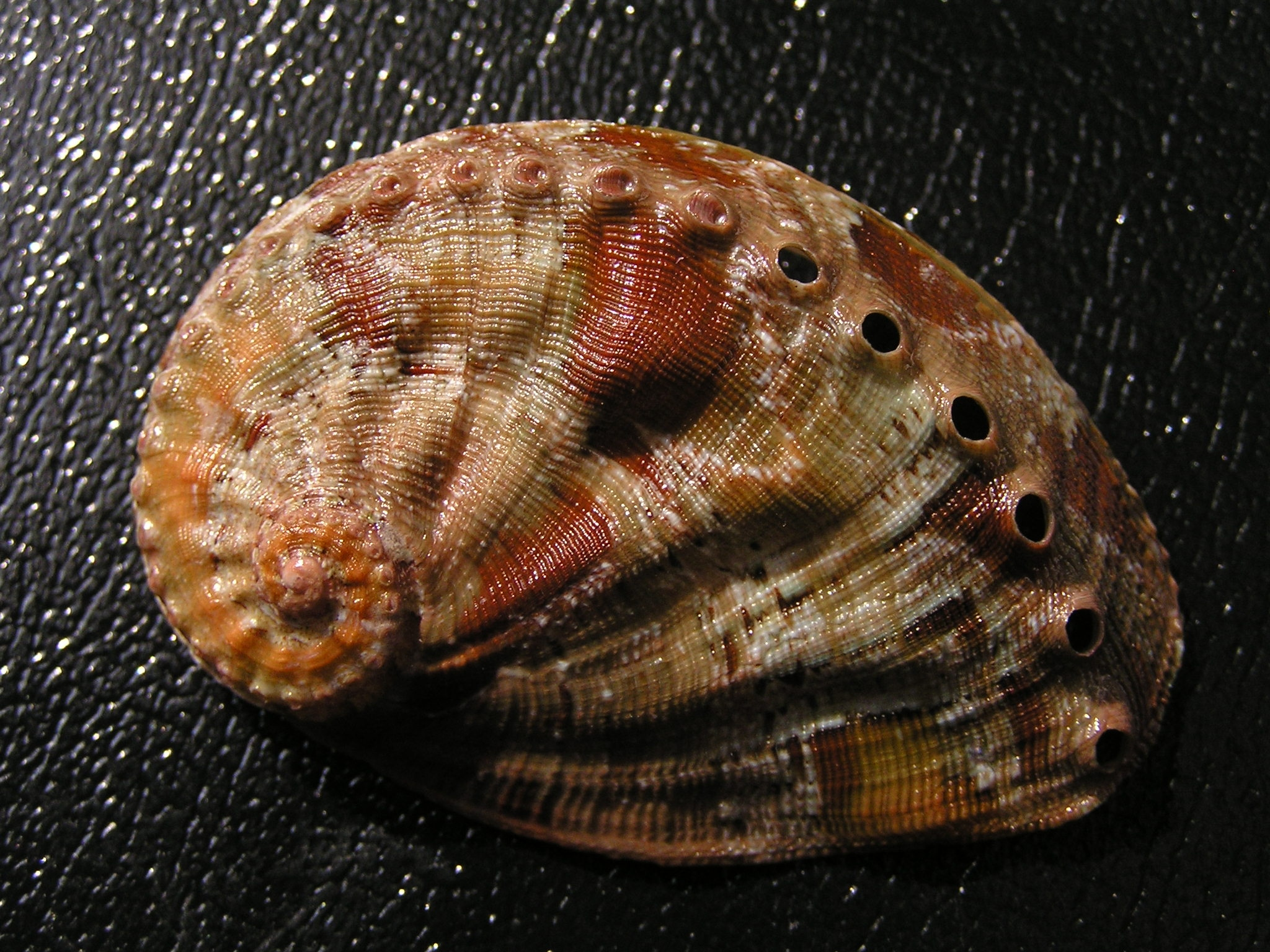
Haliotis semiplicata
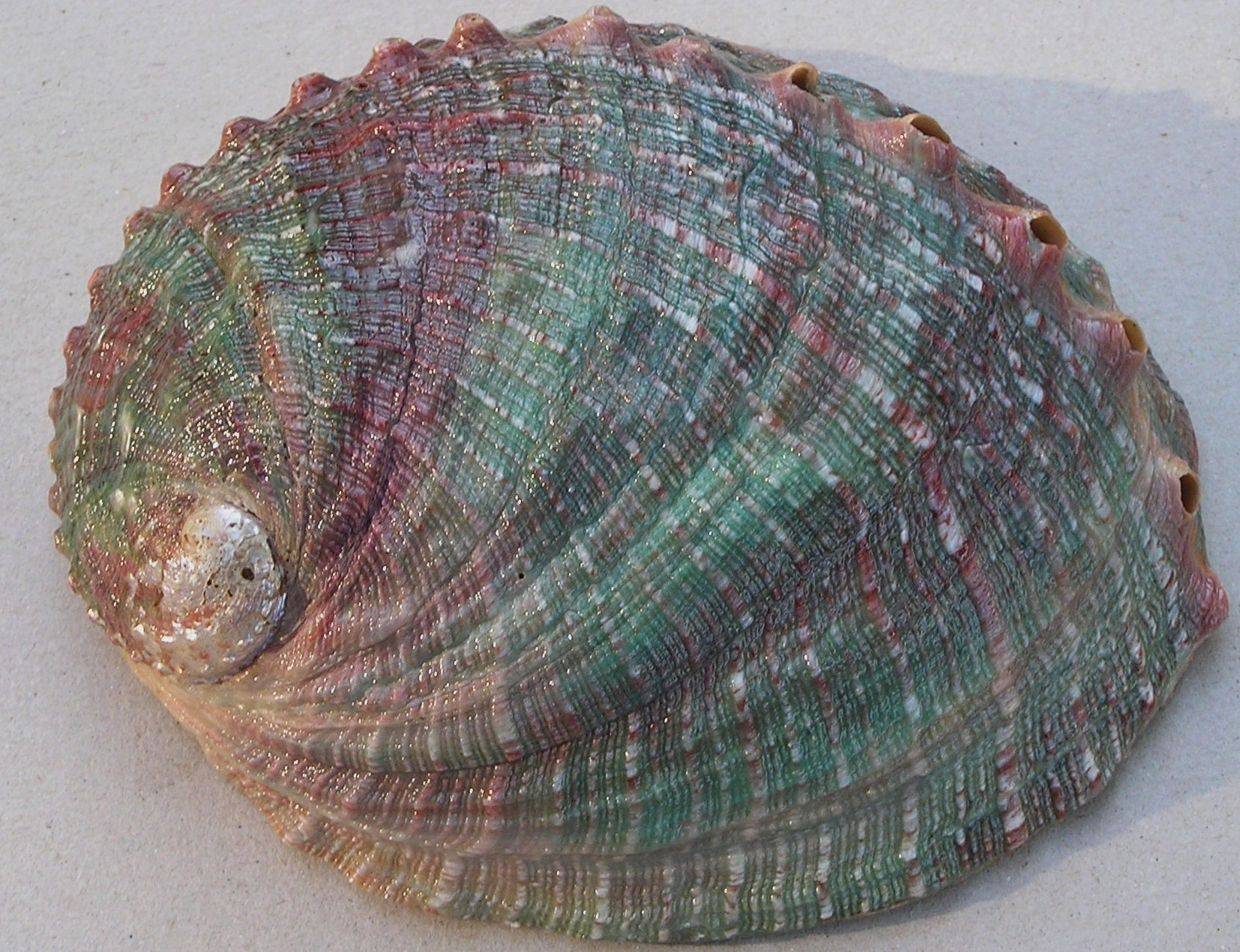
Haliotis sorenseni
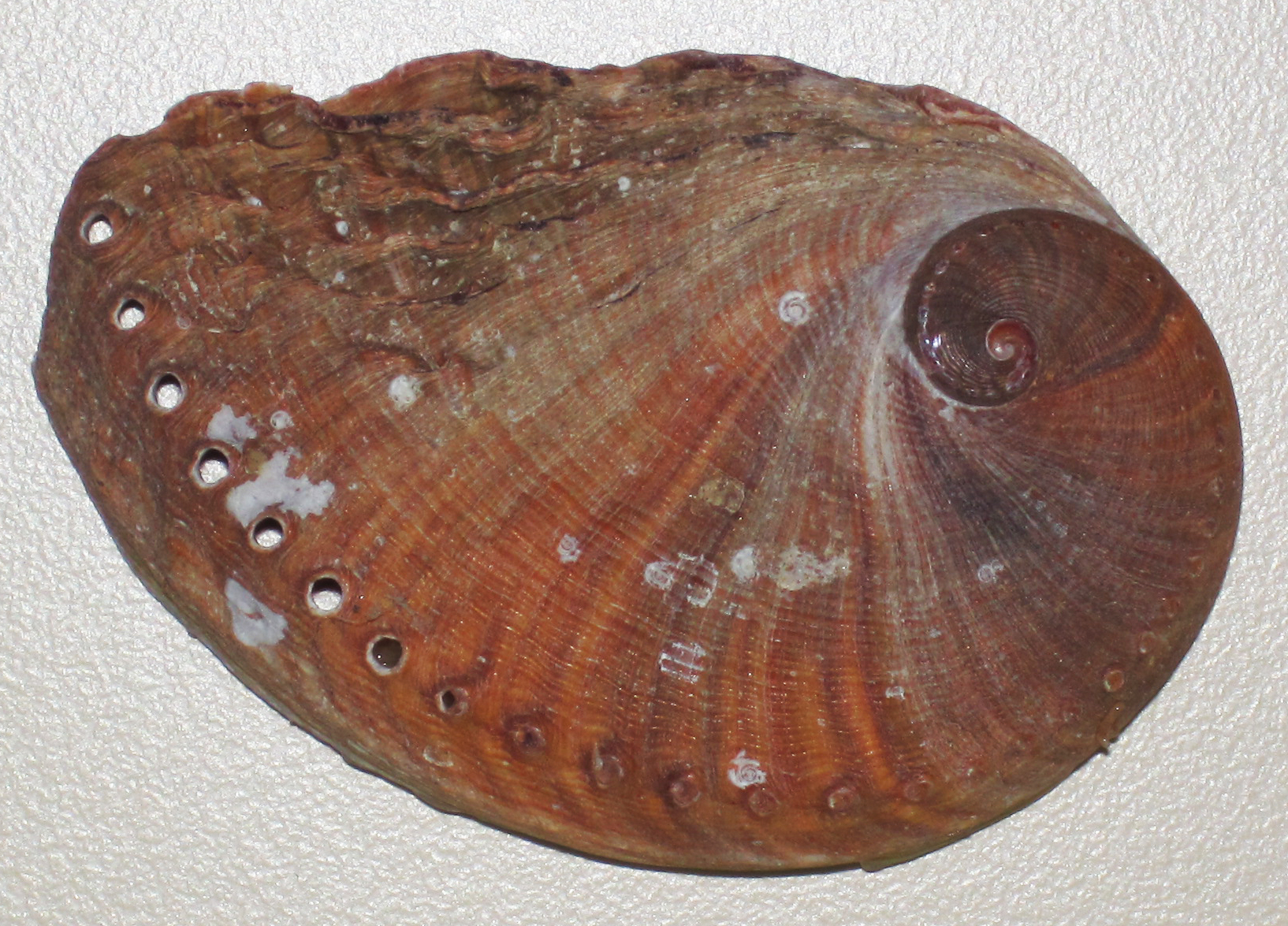
Haliotis spadicea
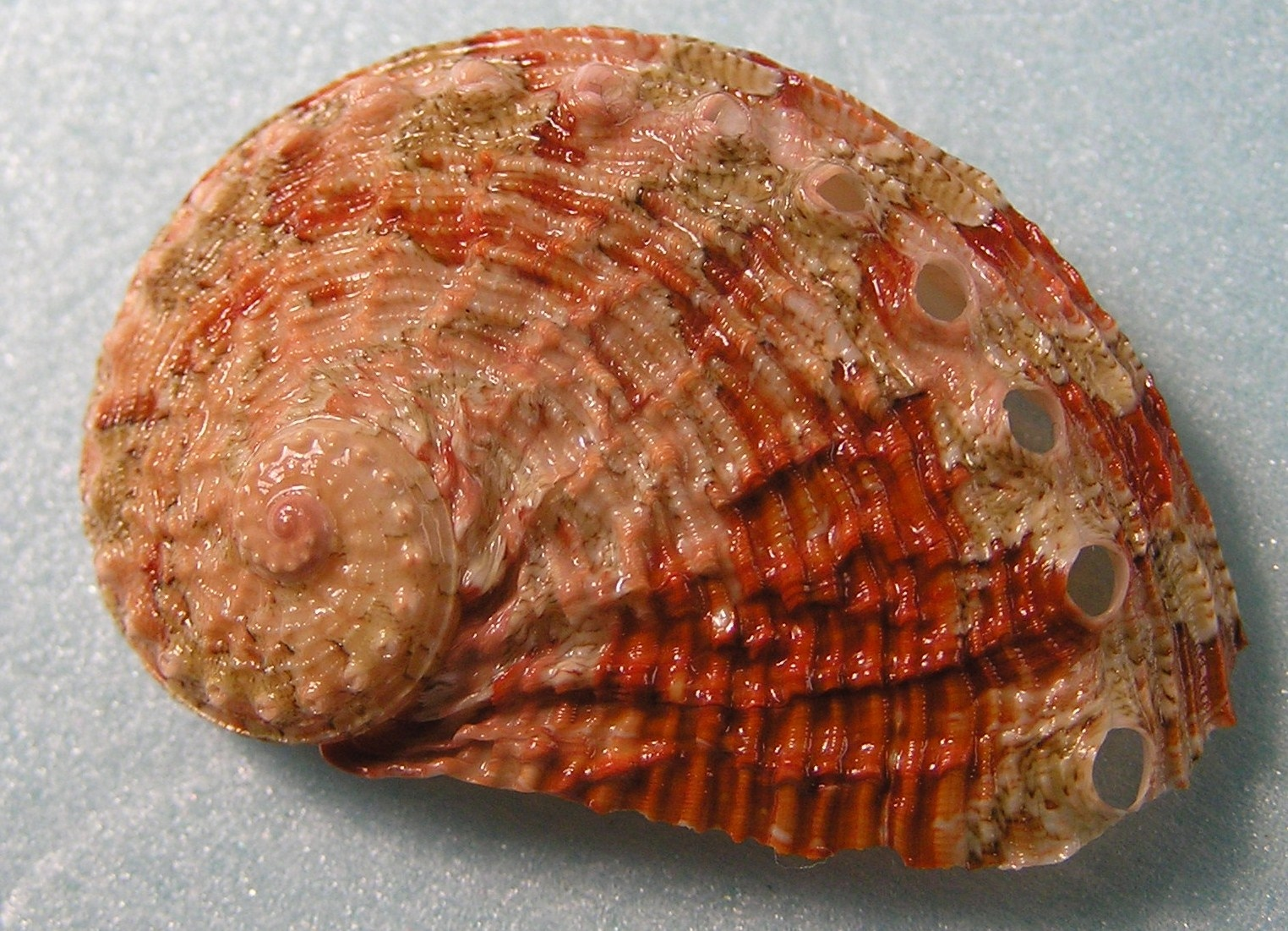
Haliotis squamosa
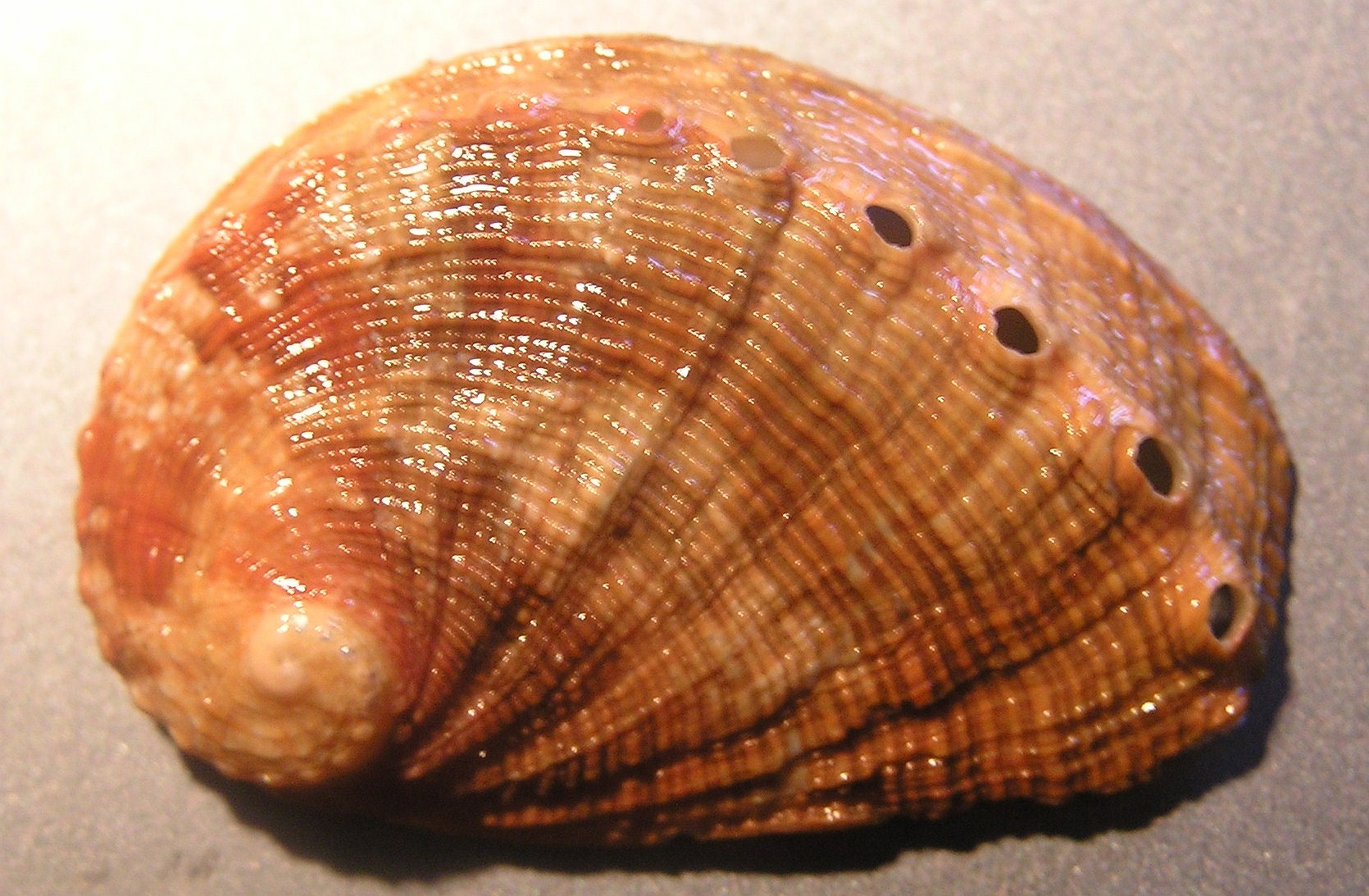
Haliotis stomatiaeformis
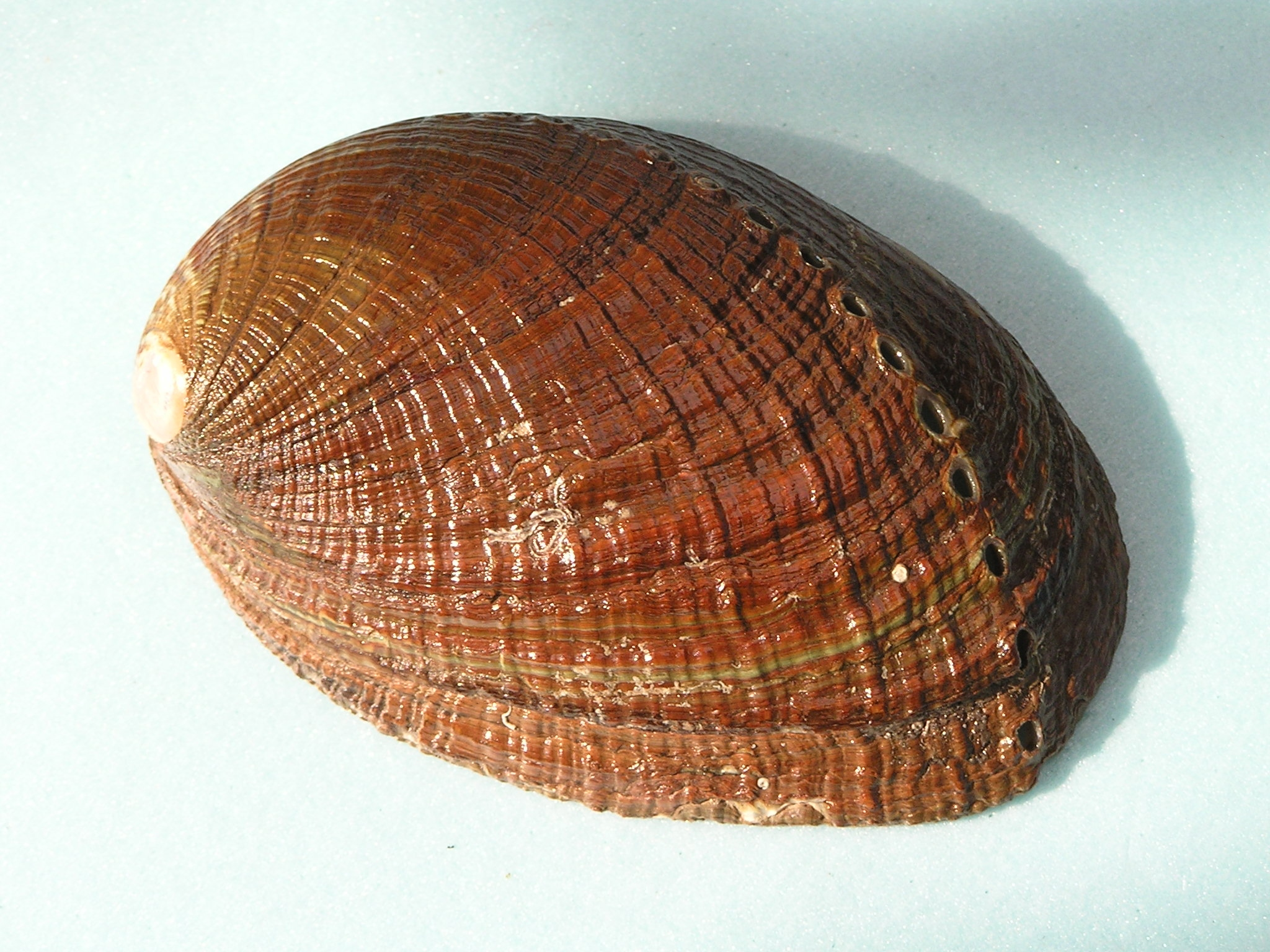
Haliotis supertexta
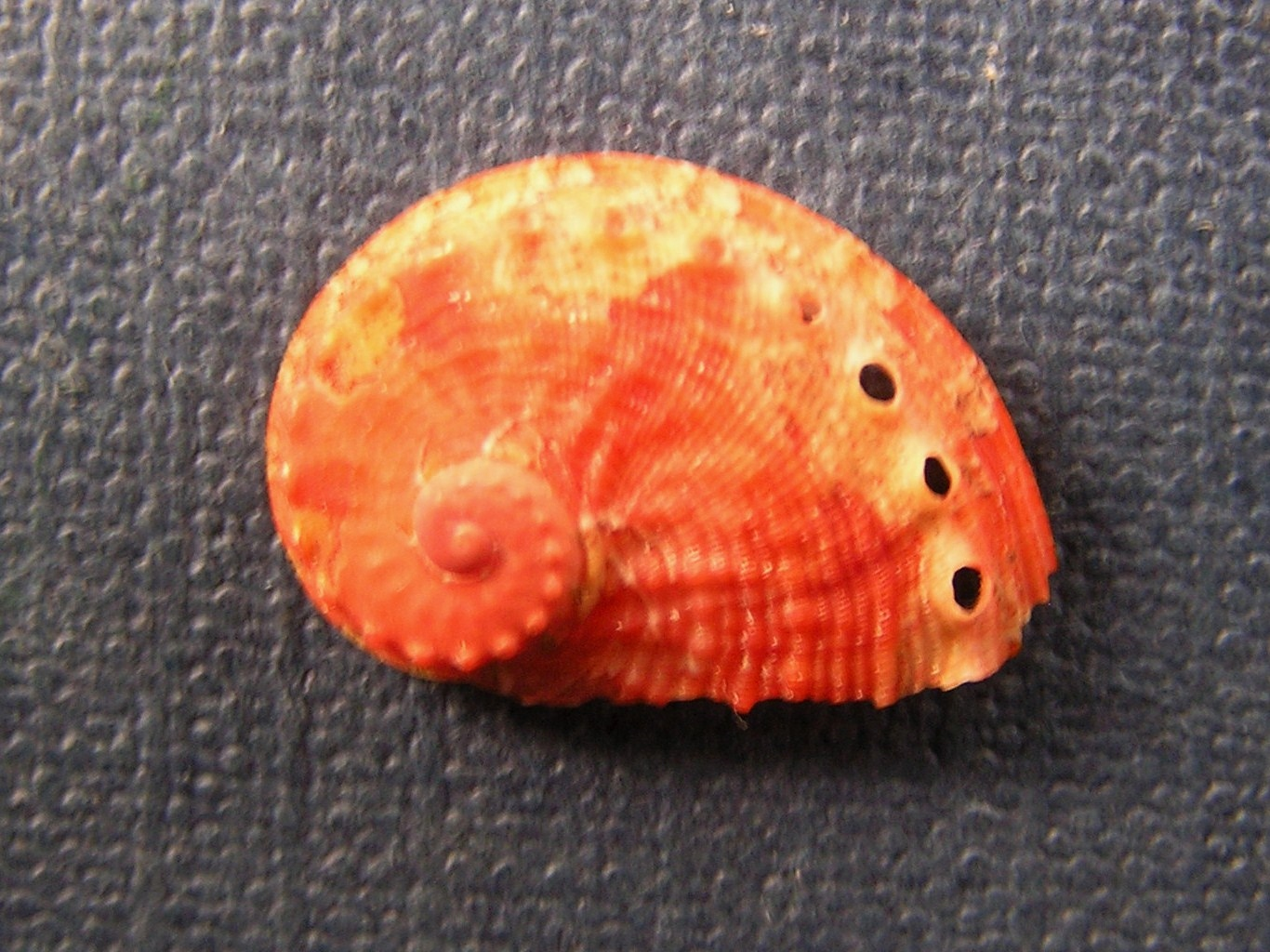
Haliotis thailandis
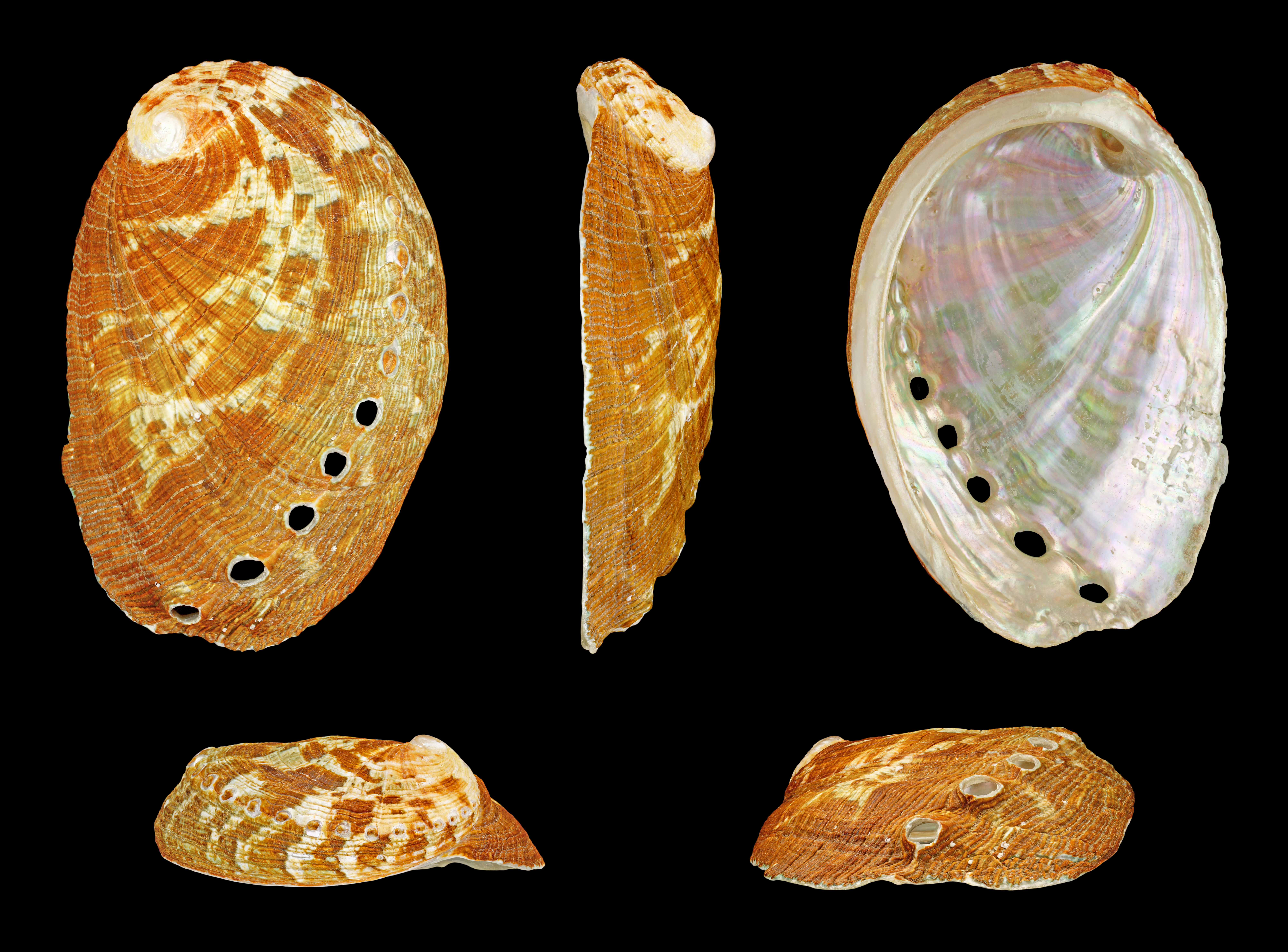
Haliotis tuberculata (Evropa)
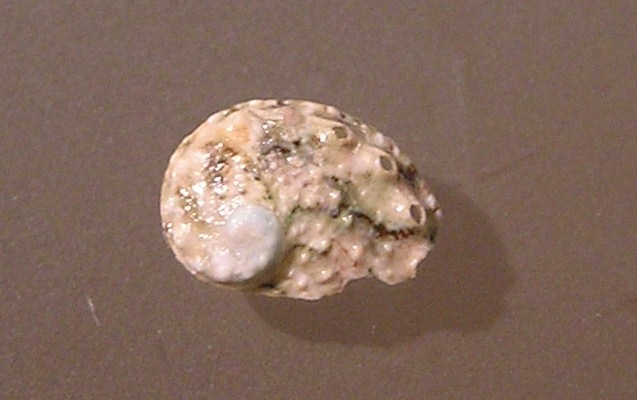
Haliotis unilateralis
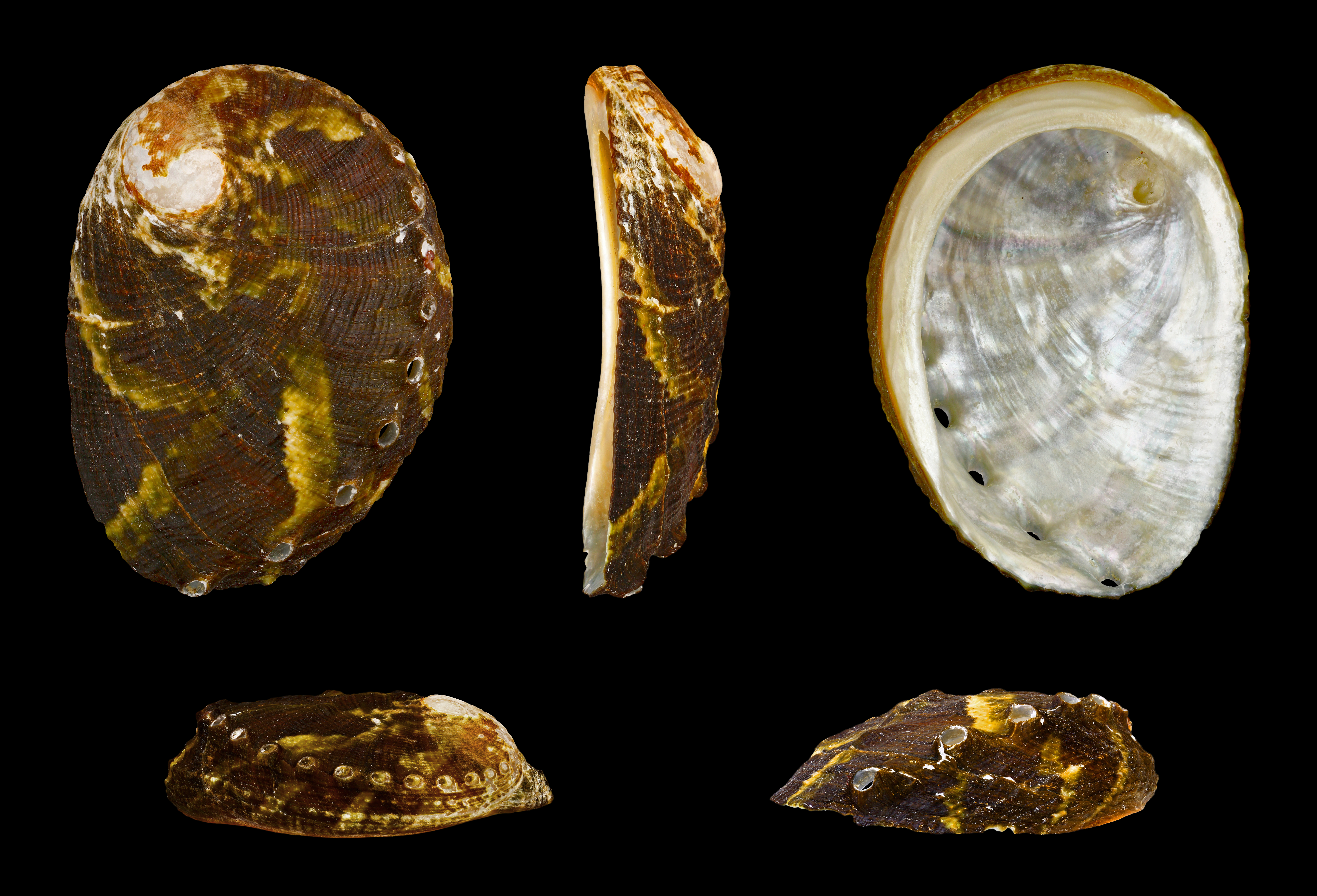
Haliotis varia
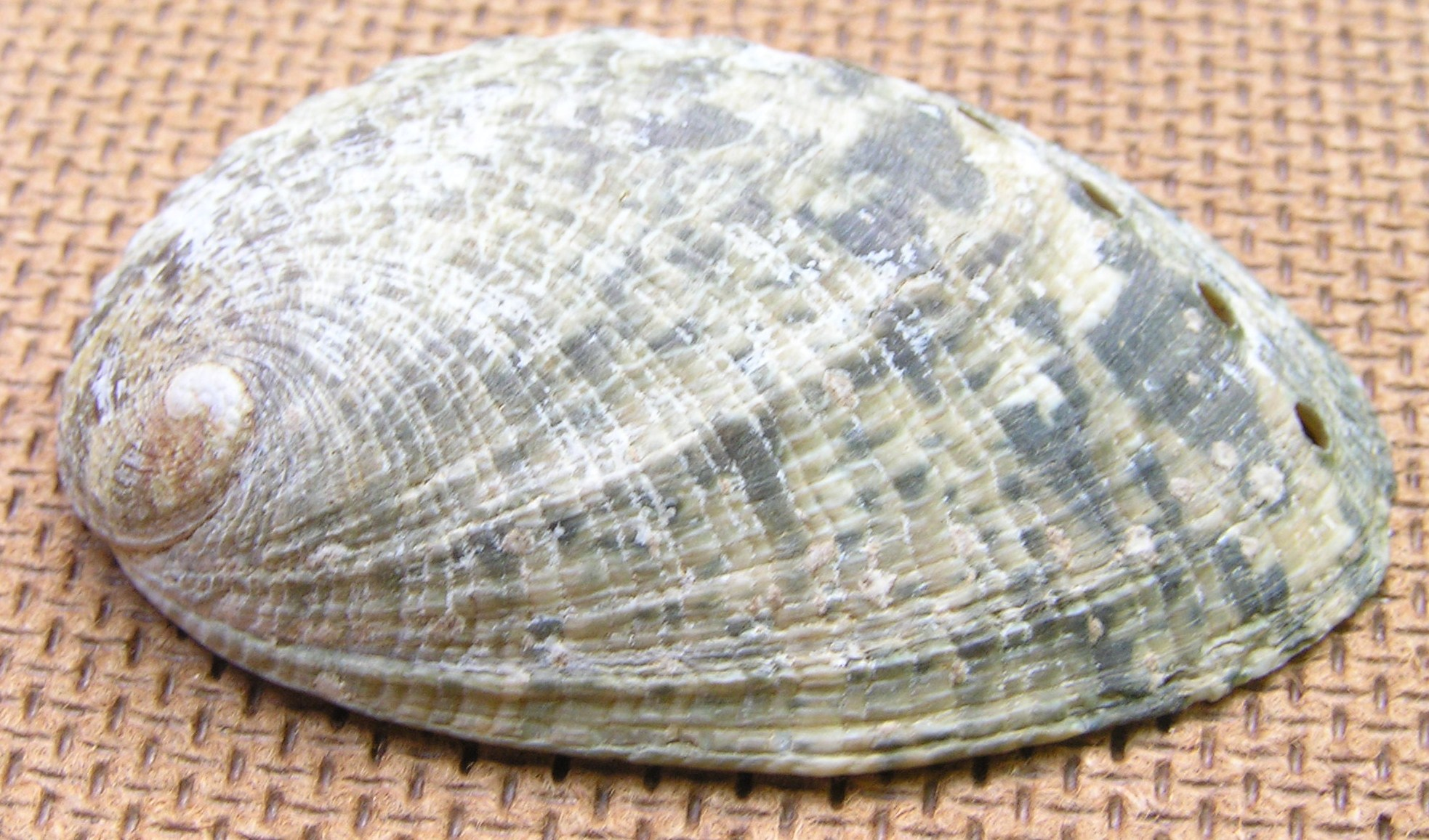
Haliotis virginea
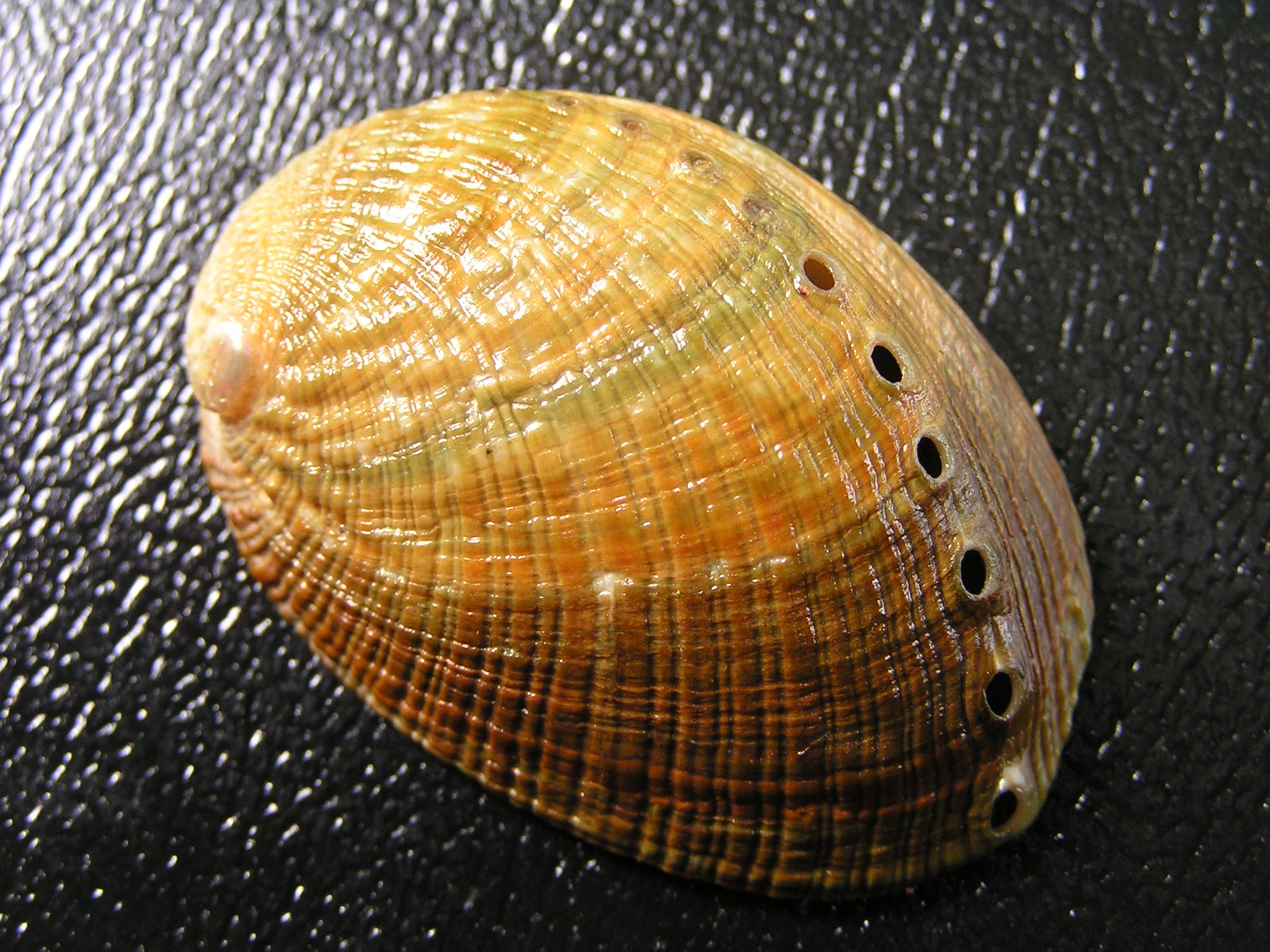
Haliotis walallensis